# Nefertiti
(Stele di confine di Akhenaton)
Nefertiti (per intero: Neferneferuaton Nefertiti; 1370 a.C. circa – Amarna, 1330 a.C. circa) è stata una regina egizia della XVIII dinastia.
Grande sposa reale del faraone Akhenaton (1351 a.C. - 1334/1333 a.C.), affiancò il marito nella grande ma effimera rivoluzione religiosa che cercò di imporre il culto dell'unico dio Aton, il dio sole. Insieme, Akhenaton e Nefertiti furono responsabili della creazione di una nuova religione di stampo enoteistico che causò, per un ventennio, stravolgimenti all'interno della antica religione egizia e alcuni disordini politici. Il suo regno accanto ad Akhenaton ebbe inizio nel periodo di maggiore prosperità della storia egizia (inauguratosi con Amenofi III, padre di Akhenaton) per terminare in una momentanea disgregazione del Paese, con rivolte fomentate dal clero di Amon, e in un'imminente crisi dinastica. Nessun'altra regina egizia appare saldamente legata al trono del marito quanto Nefertiti: le sue rappresentazioni al fianco di Akhenaton le conferirono onori fino ad allora ineguagliati, così come inedite furono le numerose scene di intimità e affettuosità della coppia reale giunte sino a oggi. Alcuni egittologi ritengono che Nefertiti abbia regnato brevemente come Neferneferuaton dopo la morte di suo marito (ca. 1334 a.C.) e prima della ascesa al trono di Smenkhara e di Tutankhamon (ca. 1332 a.C.); comunque, l'identificazione di Neferneferuaton con Nefertiti è oggetto di un dibattito archeologico estremamente complesso.

## Nomi
Al praenomen: 
|                      |            |     |     |     |     |
| \| \| \| \| \| \| \| |            |     |     |     |     |
|                      |            |     |     |     |     |
| i                    | t · n · N5 | F35 | F35 | F35 | F35 |

| i | t · n · N5 | F35 | F35 | F35 | F35 |

|                      |            |     |     |     |     |
| \| \| \| \| \| \| \| |            |     |     |     |     |
|                      |            |     |     |     |     |
| i                    | t · n · N5 | F35 | F35 | F35 | F35 |

| i | t · n · N5 | F35 | F35 | F35 | F35 |

(Nfr nfr.w Jtn), Neferneferuaton, cioè Meravigliose sono le bellezze di Aton, segue il più famoso nomen
|                   |    |     |     |    |
| \| \| \| \| \| \| |    |     |     |    |
|                   |    |     |     |    |
| F35               | X1 | M18 | U33 | B7 |

| F35 | X1 | M18 | U33 | B7 |

|                   |    |     |     |    |
| \| \| \| \| \| \| |    |     |     |    |
|                   |    |     |     |    |
| F35               | X1 | M18 | U33 | B7 |

| F35 | X1 | M18 | U33 | B7 |

(Nfr.t jj tj), Nefertiti, cioè la Bella è venuta

## Famiglia
I genitori di Nefertiti non sono noti con certezza, anche se una teoria piuttosto diffusa vuole che suo padre fosse l'alto funzionario Ay, destinato a succedere a Tutankhamon. Questa teoria è contrastata dagli studiosi che sottolineano che la moglie di Ay, la nobildonna Tey, ebbe il titolo di Nutrice della Grande Regina (Nefertiti), e che quindi non potrebbe esserne stata la madre, anche se altri avanzano l'ipotesi che la madre di Nefertiti fosse una sposa di Ay precedente a Tey. Scene all'interno delle tombe reali di Akhetaton, raffiguranti Nefertiti, ne menzionano una sorella di nome Mutbenret (il cui nome era precedentemente letto come Mutnodjemet).
Un'altra teoria identificherebbe Nefertiti con la principessa mitannica Tadukhipa, figlia di re Tushratta, mandata però in Egitto per sposare l'ormai anziano Amenofi III. Comunque, non esistono prove per un'eventuale origine straniera di Nefertiti, né sulle ragioni per cui avrebbe dovuto mutare il proprio nome.
La data esatta del matrimonio di Akhenaton e Nefertiti non è nota. Le loro sei figlie (e i possibili anni della loro nascita) furono:
- principessa Merytaton, 1º anno di regno (forte candidata per l'identificazione con Neferneferuaton);
- principessa Maketaton, 4º anno di regno;
- principessa Ankhesenpaaton (successivamente Ankhesenamon);
- principessa Neferneferuaton Tasherit, 8º anno di regno;
- principessa Neferneferura, 9º anno di regno;
- principessa Setepenra, 11º anno di regno.

Le iscrizioni indicano sempre Nefertiti come madre delle sei principesse, senza mai designarne Akhenaton come padre. Questo dettaglio molto insolito ha dato adito a teorie secondo cui Akhenaton sarebbe stato sterile e le sei principesse, in realtà, figlie di Amenofi III.

## Biografia

### Primi anni di regno a Tebe (1351 - 1346 a.C.)

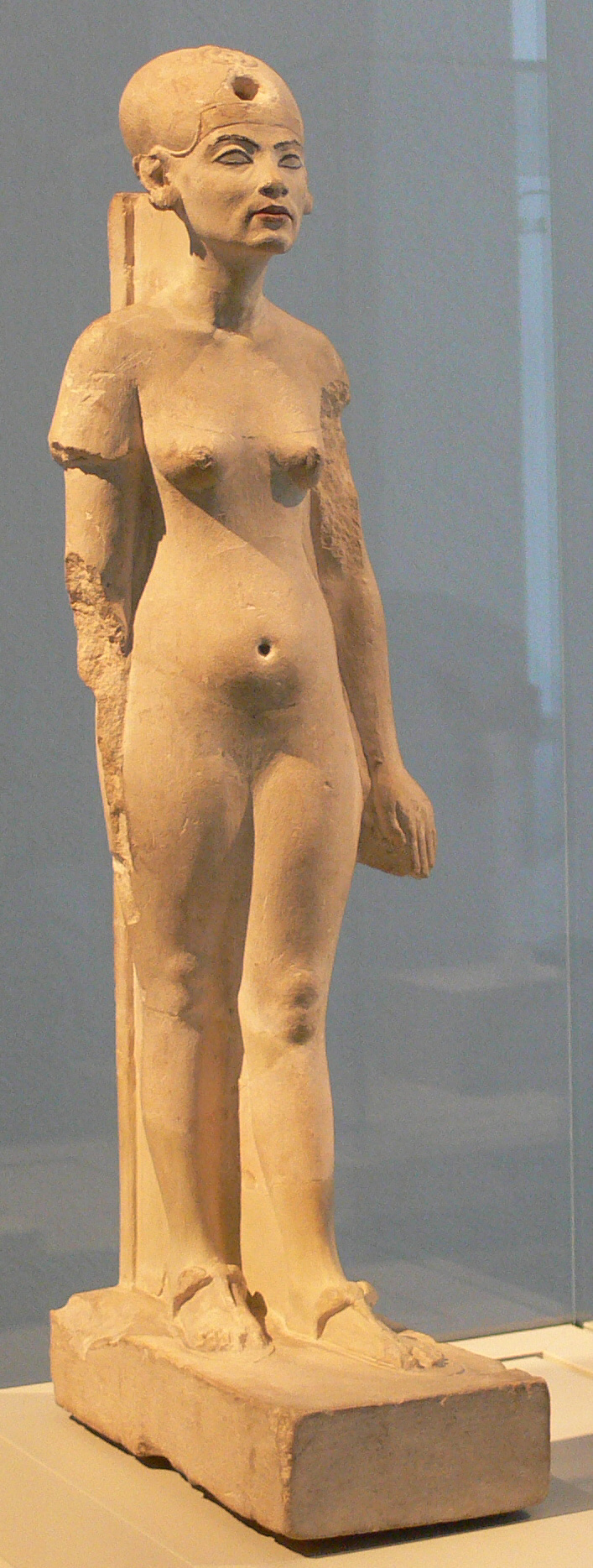
Statua calcarea di Nefertiti stante, rinvenuta ad Amarna. Ägyptisches Museum und Papyrussammlung, Berlino.

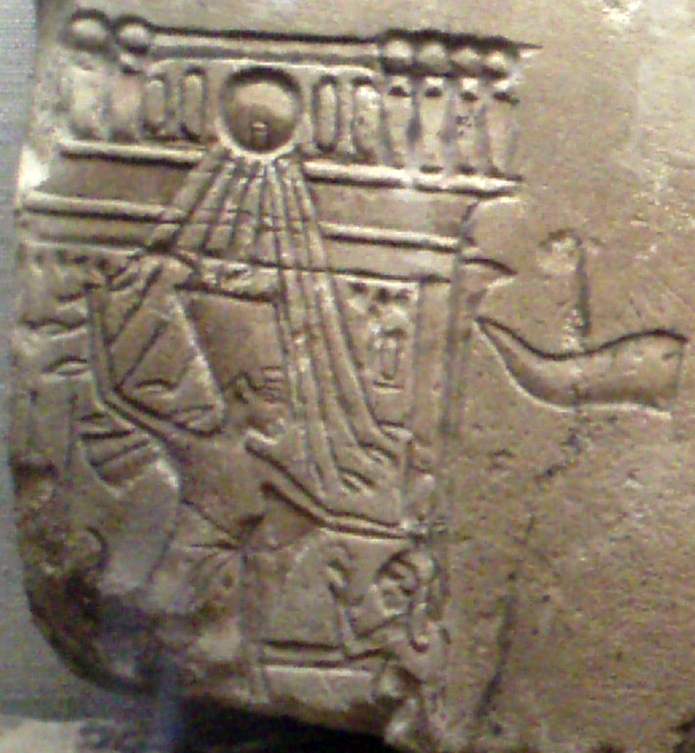
Rilievo frammentario raffigurante, in via del tutto eccezionale, la Grande sposa reale Nefertiti mentre abbatte i nemici. Museum of Fine Arts, Boston.

Le prime rappresentazioni di Nefertiti si trovano a Tebe. Sulle pareti della tomba danneggiata (TT188) del maggiordomo reale Parennefer, il nuovo faraone Amenofi IV (futuro Akhenaton) compare accompagnato da una regina, ritenuta una delle più antiche immagini di Nefertiti. Akhenaton e Nefertiti compaiono intenti a venerare l'Aton. Nella tomba del visir Ramose, Nefertiti compare dietro ad Amenofi IV alla Finestra delle Apparizioni durante la cerimonia della ricompensa dei visir. Nel primo quinquennio di regno di Amenofi IV, cioè prima che mutasse il proprio nome e si trasferisse ad Akhetaton, il faraone eresse vari templi a Karnak. Uno di questi, il Tempio del Benben (hwt-ben-ben) era dedicato proprio a Nefertiti, la quale vi compare con la figlia maggiore Merytaton e, talvolta, con la secondogenita Maketaton. In rappresentazioni rintracciate sui talatat, Nefertiti figura almeno due volte, così come Akhenaton: è mostrata dietro al marito nell'atto di compiere offerte. Non mancano sue immagini con pose e attributi proprio del faraone, per esempio intenta ad abbattere nemici in un'attitudine guerresca che non ha precedenti nemmeno nell'iconografia del faraone-donna Hatshepsut. Dall'iconografia ufficiale amarniana, appare, in ogni caso, che Nefertiti aveva assunto una importanza senza precedenti. Spesso appare intenta ad effettuare offerte al Aton, e sembra pressoché equivalente al faraone in termini di status. La regina ha senz'altro giocato un ruolo cruciale nei cambiamenti religiosi e culturali attuati dal marito, al punto che, secondo alcuni, sarebbe stata lei l'iniziatrice di tale rivoluzione. È stata certamente legata ad Akhenaton da un rapporto di profondo affetto, che ha portato a numerose raffigurazioni della coppia reale in atteggiamenti intimi e affettuosi. Akhenaton volle persino che agli angoli del sarcofago nel quale avrebbe dovuto essere sepolto ci fosse il ritratto di lei, al posto delle quattro dee tradizionalmente deputate a proteggere la mummia (Iside, Nefti, Selkis e Neith).

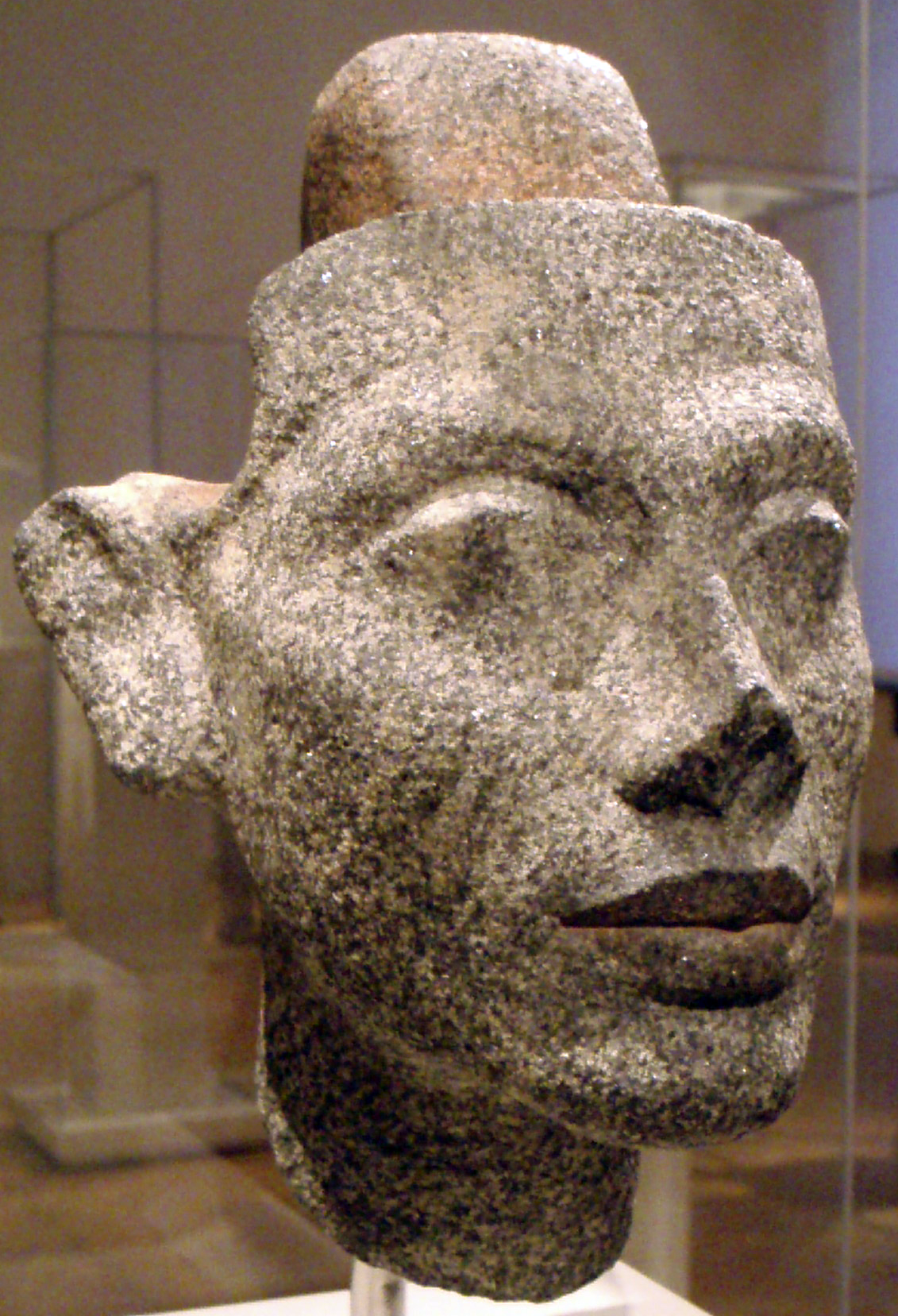
Testa di Nefertiti in granito. La protuberanza sulla testa permetteva di cambiare acconciature e copricapi. Ägyptisches Museum und Papyrussammlung, Neues Museum, Berlino.

### Trasferimento della capitale ad Akhetaton (1346 - 1330 a.C.)
Tra il 4º e 5º anno di regno, Amenofi IV decise di spostare la capitale da Tebe ad Akhetaton. Nel 5º anno, il re mutò il proprio nome da Neferkheperura-Uaenra Amenofi-Netjerhekauaset (cioè Belle sono le Manifestazioni di Ra, Quello di Ra, Amon è contento, Dio Signore di Tebe) a Neferkheperura-Uaenra Akhenaton (Belle sono le Manifestazioni di Ra, Quello di Ra, Utile ad Aton). Il cambiamento della seconda parte del suo nome, il nome di nascita, fu un segno della crescente importanza del culto di Aton, che spostò il culto di Stato dal politeismo ad una forma di monolatria (la rappresentazione di un solo dio quale oggetto di adorazione) o enoteismo (la credenza in più dei, ma l'adorazione di uno solo).

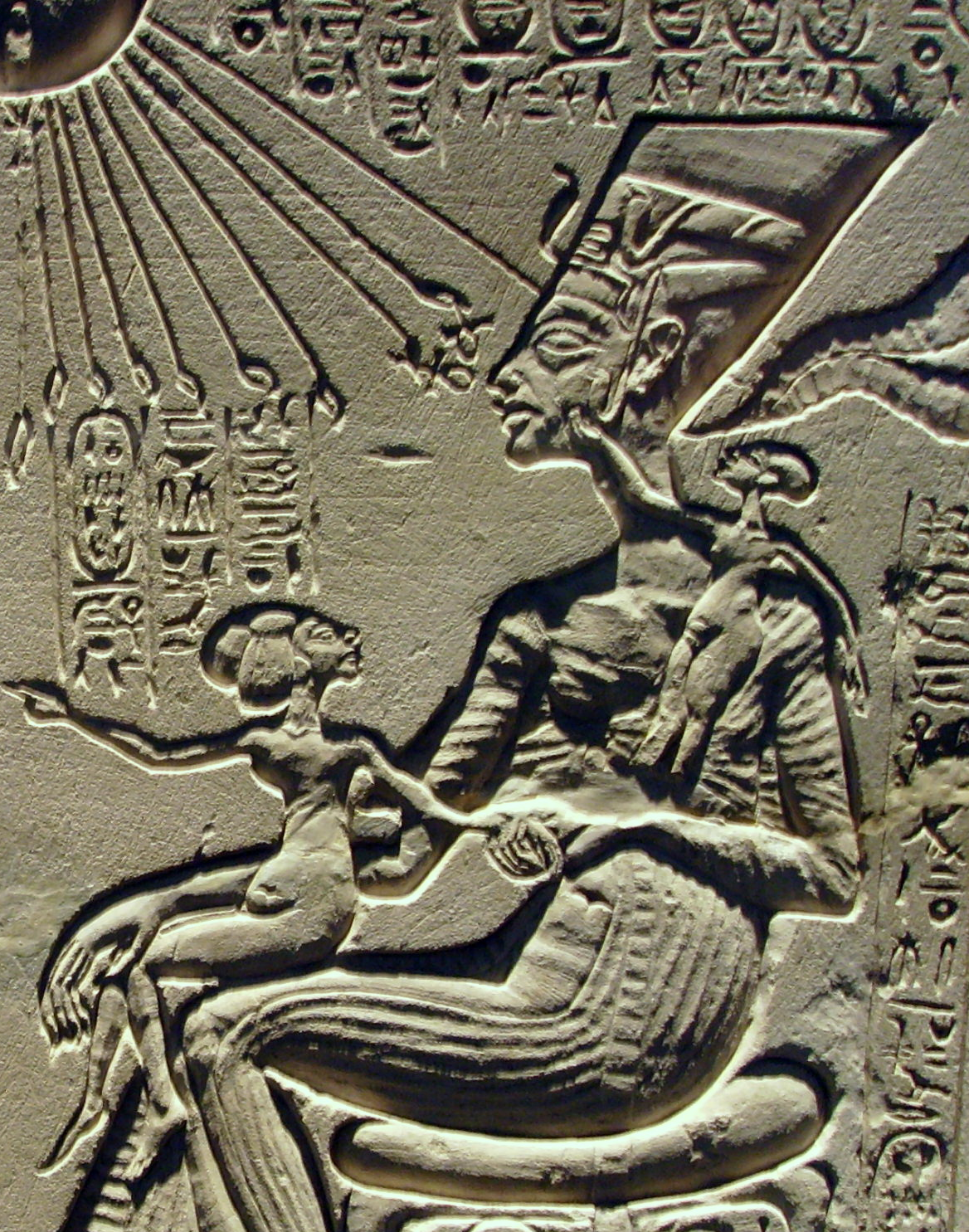
Nefertiti con le figlie Maketaton sulle ginocchia e Ankhesenpaaton al petto. Da un altare domestico ad Amarna. Museo egizio del Cairo.

Le stele di confine di Akhetaton, datate agli anni 4° e 5°, di regno stabilivano i confini esatti della nuova capitale, permettendo inoltre di far risalire lo spostamento della corte proprio a quegli anni. La nuova città conteneva vari templi all'aperto dedicati ad Aton. Nefertiti e la famiglia reale risiedevano, verosimilmente, nel Grande Palazzo Reale al centro dell'abitato e nel Palazzo Settentrionale. Le decorazioni delle pareti dei palazzi e delle tombe dei nobili prevedevano spesso gruppi della famiglia reale con Nefertiti: unici intermediari tra i devoti e l'Aton, Akhenaton e Nefertiti erano a loro volta venerati in stele, rilievi e sculture da parte dei privati. Il maggiordomo di Nefertiti era, in quel periodo, Merira II, che si occupava dell'amministrazione domestica della regina. Iscrizioni e rilievi nelle tombe dei maggiordomi Huya e Merira II, datati "anno 12, II mese di Peret, giorno 8", mostrano l'arrivo di numerosi tributi alla corte di Akhenaton da parte di Kharu (il nord) e Kush (il sud), con la consegna di gioielli d'oro e altre cose preziose al faraone e a Nefertiti. La coppia reale compare seduta sotto un chiosco e attorniata dalle sei figlie. È una delle ultime immagini della principessa Maketaton, morta prematuramente in giovanissima età. In un'incisione, all'interno delle tombe reali di Akhetaton, è rappresentata una balia con un neonato tra le braccia. Si è a lungo pensato che quel neonato fosse in realtà il figlio della stessa Maketaton o di Merytaton e che entrambe le sorelle fossero morte di parto. Un'ipotesi dell'egittologo Marc Gabolde, vuole che in realtà il neonato raffigurato, del quale non si conosce il nome, fosse, come scritto lateralmente all'incisione, "figlio della figlia di Nefertiti". Nel momento della realizzazione dell'incisione le sei figlie di Nefertiti erano già nate, quindi non può riferirsi a nessuna di loro.

### Ultimi anni del regno di Akhenaton

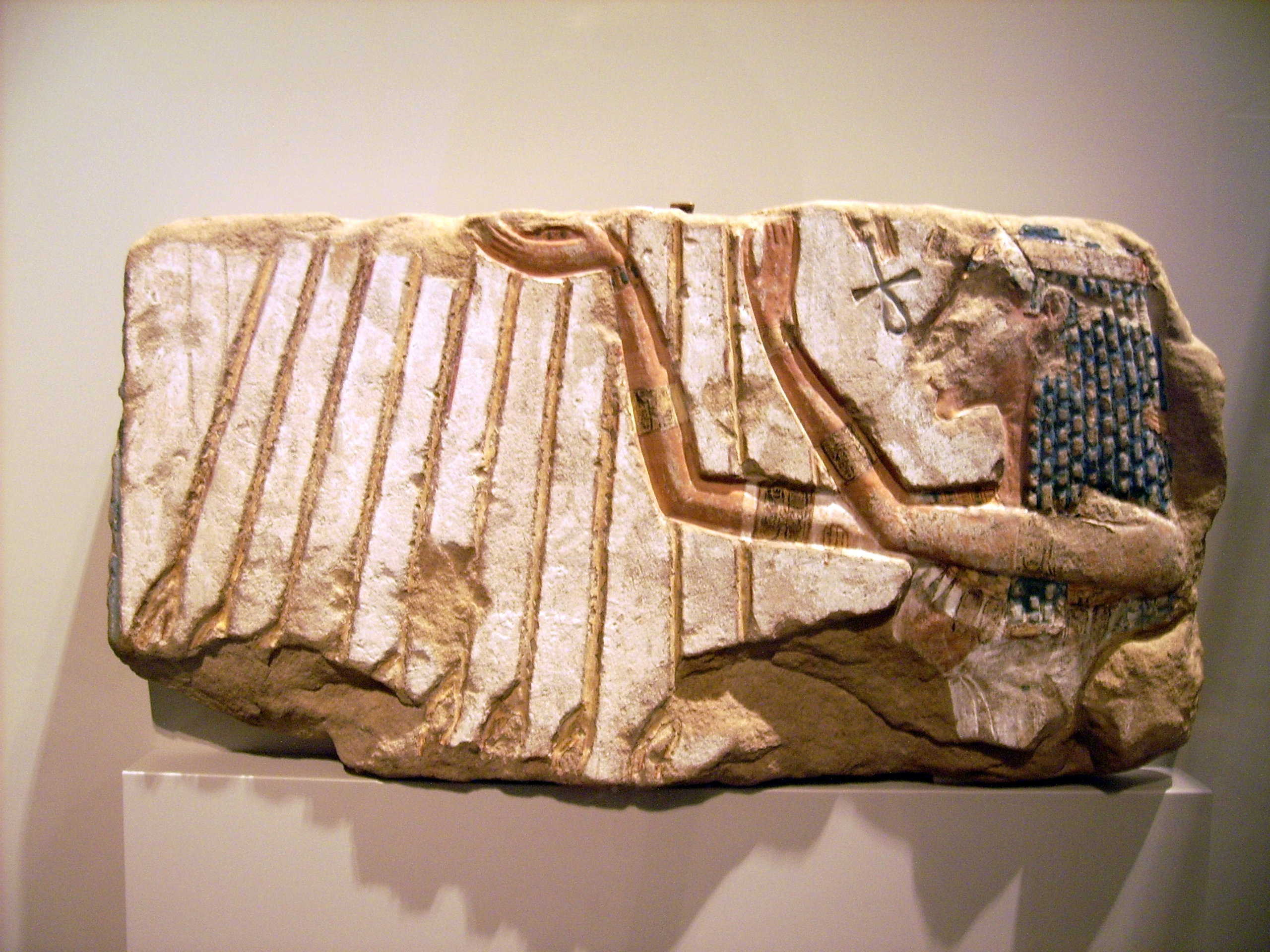
Frammento di un rilievo raffigurante Nefertiti che adora Aton. Ägyptisches Museum und Papyrussammlung, Neues Museum, Berlino.

I successori di Akhenaton, i giovani Smenkhara e Tutankhaton (successivamente Tutankhamon), non erano figli di Nefertiti. Mentre l'identità e la posizione dell'effimero faraone Smenkhara (che sembra aver regnato 1 o 2 anni, probabilmente già elevato a coreggente dallo stesso Akhenaton) nella linea di successione sono quasi completamente sconosciute, la madre di Tutankhaton è stata individuata nella cosiddetta Younger Lady, una anonima mummia femminile risultata, agli esami del DNA, sorella di Akhenaton, figlia di Amenofi III e Tiy e, appunto, madre di Tutankhaton: profilo famigliare che non può combaciare con quello di Nefertiti. Inoltre, la donna in questione non doveva avere più di 25 anni al momento del decesso, mentre Nefertiti - che diede una figlia ad Akhenaton nel 1º anno di regno e visse almeno fino al 16º anno di regno - visse sicuramente fino ai 30 o 40 anni. Una moglie secondaria di Akhenaton, Kiya, fa la sua comparsa in varie iscrizioni e figurazioni, per un breve periodo, dopo il 12° del regno del faraone, per scomparire misteriosamente dai documenti risalenti al 16º anno di regno e nei successivi, senza che sia mai stata indicata come Grande sposa reale, titolo concesso solo a Nefertiti. Cosa sia successo in questo periodo non è noto: l'ultimo periodo della vita di Akhenaton e gli anni immediatamente successivi sono, di fatto, enigmatici.

## Scomparsa dalle fonti e morte

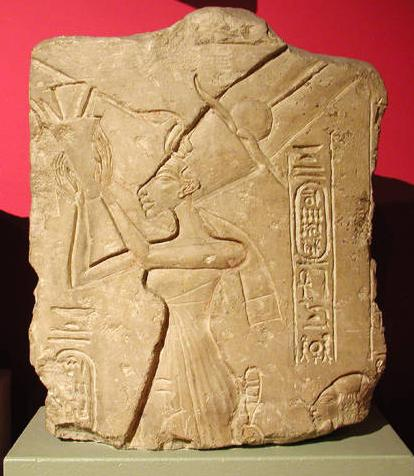
Nefertiti che venera l'Aton, con il titolo di Signora delle Due Terre. Ashmolean Museum, Oxford.

### Vecchie teorie
Teorie egittologiche anteriori al 2012 ritenevano che Nefertiti fosse repentinamente scomparsa dalle fonti intorno al 12º anno di regno di Akhenaton, con nessuna sua menzione posteriore a quella data. Tra le spiegazioni suggerite figurava la sua eventuale morte improvvisa, per una epidemia che sembra aver colpito Akhetaton o per altre cause naturali. La teoria della morte di Nefertiti si basava sul ritrovamento di vari ushabti funerari realizzati per lei (oggi al Museo del Louvre e al Brooklyn Museum). Un'altra ipotesi secondo cui la Grande sposa reale fosse caduta in disgrazia si rivelò infondata quando fu dimostrato che la cancellazione intenzionale del nome di una regina di Akhenaton coinvolgeva il nome di Kiya e non quello di Nefertiti. Durante il regno di Akhenaton (e forse anche dopo) Nefertiti godette di un potere senza precedenti per una regina consorte d'Egitto. Alcune evidenze archeologiche sembrano suggerire che, intorno al 12º anno di regno di Akhenaton, Nefertiti possa essere stata elevata al rango di coreggente: cioè uguale, per rango, al faraone.

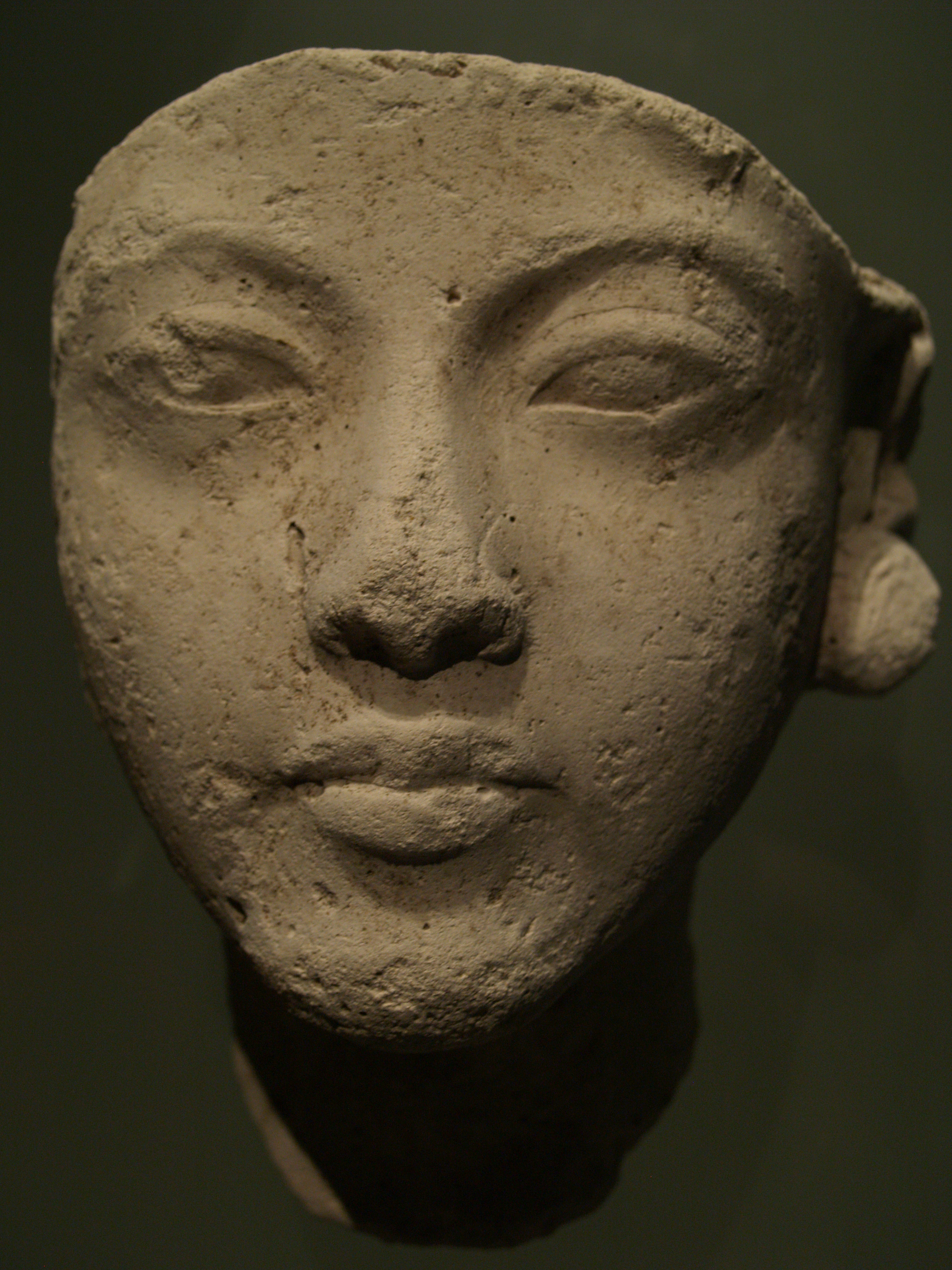
Testa di Nefertiti. Ägyptisches Museum und Papyrussammlung, Neues Museum, Berlino.

Prova di ciò potrebbe essere la cosiddetta Stele della Coreggenza, rinvenuta in frammenti in una tomba di Amarna e raffigurante Akhenaton, Nefertiti e Merytaton, ma con il nome di Nefertiti rimpiazzato da Ankhkheperura Neferneferuaton e quello di Merytaton rimpiazzato da quello di Ankhesenpaaton, terzogenita della coppia reale. È possibile che Nefertiti sia da identificare con il sovrano di sesso femminile di nome Ankhkheperura Neferneferuaton, immediato successore di Akhenaton per un brevissimo periodo. Alcuni studiosi hanno speculato che sia sopravvissuta e abbia esercitato la sua influenza sui giovani membri della famiglia reale almeno fino al 3º anno di regno di Tutankhaton (ca. 1330/1329 a.C.): in quell'anno, il faraone adolescente mutò il proprio nome da Tutankhaton (Immagine vivente di Aton) a Tutankhamon (Immagine vivente di Amon). Questo cambiamento volle segnare il ritorno del sovrano al culto di Amon e l'abbandono di Akhetaton a favore della vecchia capitale Tebe.

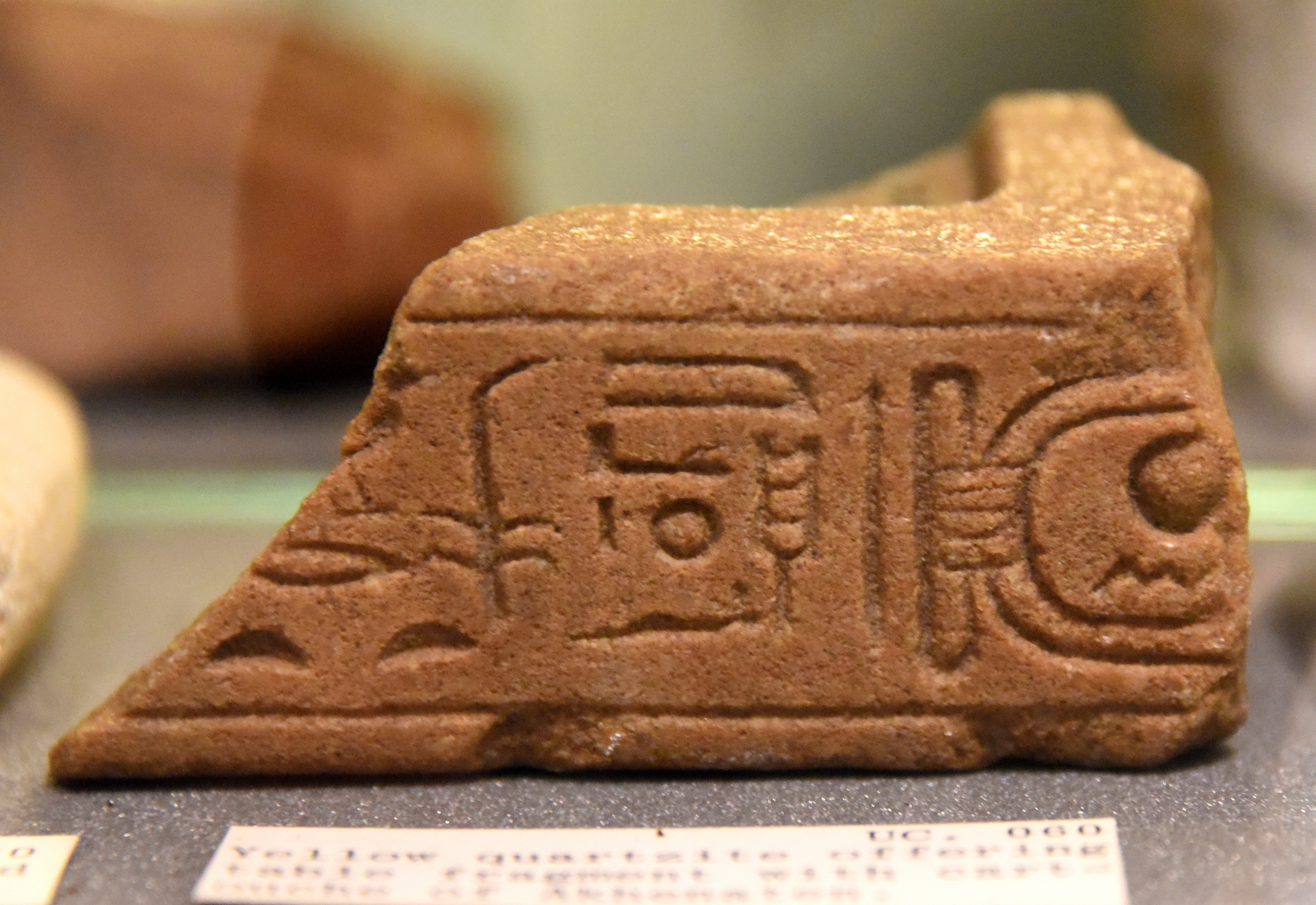
Frammento di cartiglio di Akhenaton, seguito dall'epiteto Grande nella Sua Vita e dal titolo di Nefertiti come Grande sposa reale. Petrie Museum, Londra.

### Nuove teorie
Scoperta nel 2012, un'iscrizione datata "16º anno di regno, 3° mese di Akhet, 28º giorno", risalente esplicitamente al regno di Akhenaton, menziona la presenza della
Le ultime cinque linee di testo, appena leggibili, menzionano un progetto architettonico ad Akhetaton. Questa iscrizione di enorme interesse archeologico è stata scoperta in una cava di calcare presso l'attuale Dayr Abū Ḥinnis, a nord di Deir el-Bersha e di Amarna, l'antica Akhetaton ed è stata pubblicata nel 2014 in un articolo dell'archeologa Athena Van der Perre, la quale sottolinea:
(Athena Van der Perre)
Ciò significa che Nefertiti era ancora viva nel penultimo anno di regno di Akhenaton (che durò in tutto 17 anni) e che Akhenaton continuò a regnare da solo, con la moglie al suo fianco. Di conseguenza, il breve regno del sovrano femminile Neferneferuaton deve essere necessariamente piazzato tra la morte di Akhenaton (ca. 1334/3 a.C.) e l'ascesa al trono di Tutankhamon (ca. 1332 a.C.). Per questo enigmatico faraone-donna è attestato l'uso dell'epiteto Utile a Suo Sposo (Akhet-en-hyes) il quale, oltre a segnalarne incontrovertibilmente il sesso femminile, suggerisce che potrebbe trattarsi di Nefertiti oppure di Merytaton (che andò in sposa al faraone Smenkhara). Frammenti del corredo funerario della regina recanti il titolo di "Grande sposa reale" sembrano indicare, però, che Nefertiti sia morta quando ancora era consorte di Akhenaton, e cioè prima di quest'ultimo.

## Sepoltura

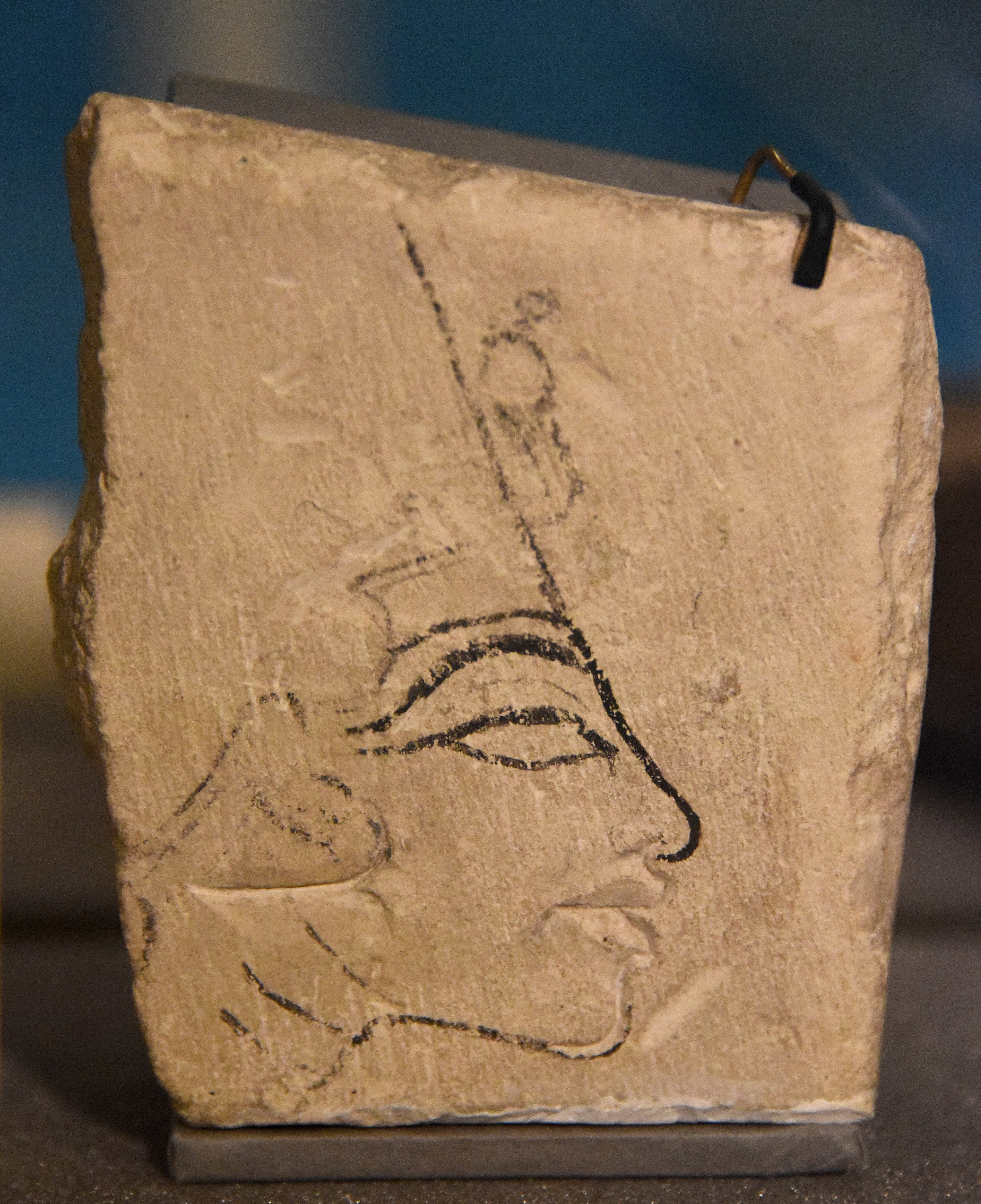
Frammento di calcare con un disegno della testa di Nefertiti. Petrie Museum, Londra.

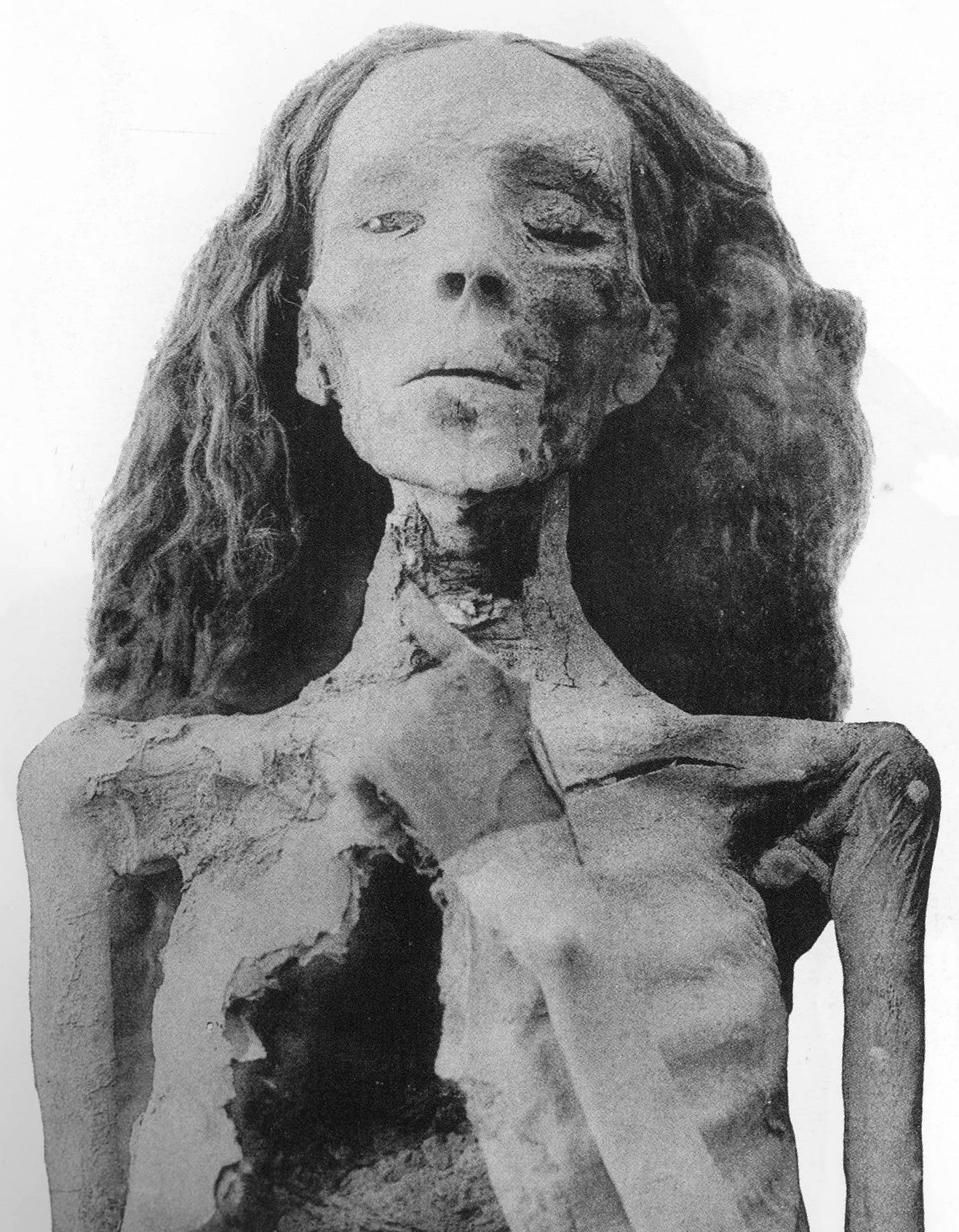
La mummia detta The Elder Lady, inizialmente ipotizzata essere Nefertiti, ma infine identificata con sua suocera, la regina Tiy. Fotografia di G. Elliot Smith, 1912.

Esistono numerose teorie sulla morte e la sepoltura di Nefertiti, ma la data della sua morte e la sua mummia (così come quelle dei suoi genitori o delle sue figlie) non sono state trovate o formalmente identificate. Nel 1898, l'archeologo Victor Loret scoprì due mummie femminili all'interno della tomba di Amenofi II (KV35) nella Valle dei Re: furono soprannominate The Elder Lady e The Younger Lady e, di volta in volta, candidate all'identificazione con Nefertiti. Nel 2001, la rivista statunitense d'egittologia KMT ipotizzò che la Elder Lady potesse essere Nefertiti. Fu evidenziato il fatto che il corpo della Elder Lady appartiene a una donna deceduta intorno ai 40 anni d'età - presunta età della morte della regina. Inoltre, alcuni busti incompiuti di Nefertiti sembrano assomigliare al volto di questa mummia, sebbene altri la comparino ad Ankhesenamon. Comunque, recenti analisi della dentatura hanno permesso di accertare che la Elder Lady è, di fatto, la mummia della regina Tiy, Grande sposa reale di Amenofi III e madre di Akhenaton, e che il DNA dei resti è prossimo, se non identico, a quello di una ciocca di capelli rinvenuta nella tomba di Tutankhamon. La ciocca era chiusa in un cofanetto recante un'iscrizione che menzionava la regina Tiy, nonna paterna di Tutankhamon. Inoltre, il DNA combaciava con quello di una figlia di Yuya e Tuia, proprio i genitori di Tiy. L'identificazione di Nefertiti con la Elder Lady è, quindi, completamente esclusa.
Nel 2015, l'egittologo inglese Nicholas Reeves ha annunciato di aver scoperto, in scansioni ad alta risoluzione della tomba di Tutankhamon,
Tuttavia, analisi più approfondite compiute in seguito sembrano annullare questa possibilità. Particolarmente scettico fu il professor Franco Procelli, dell'università di Torino.
Altri rilevamenti più recenti (2019-2020) condotti da un team egiziano hanno riaperto la questione sulla possibile ubicazione della tomba adiacente a quella di Tutankhamon.

### La mummia dellaYounger Lady

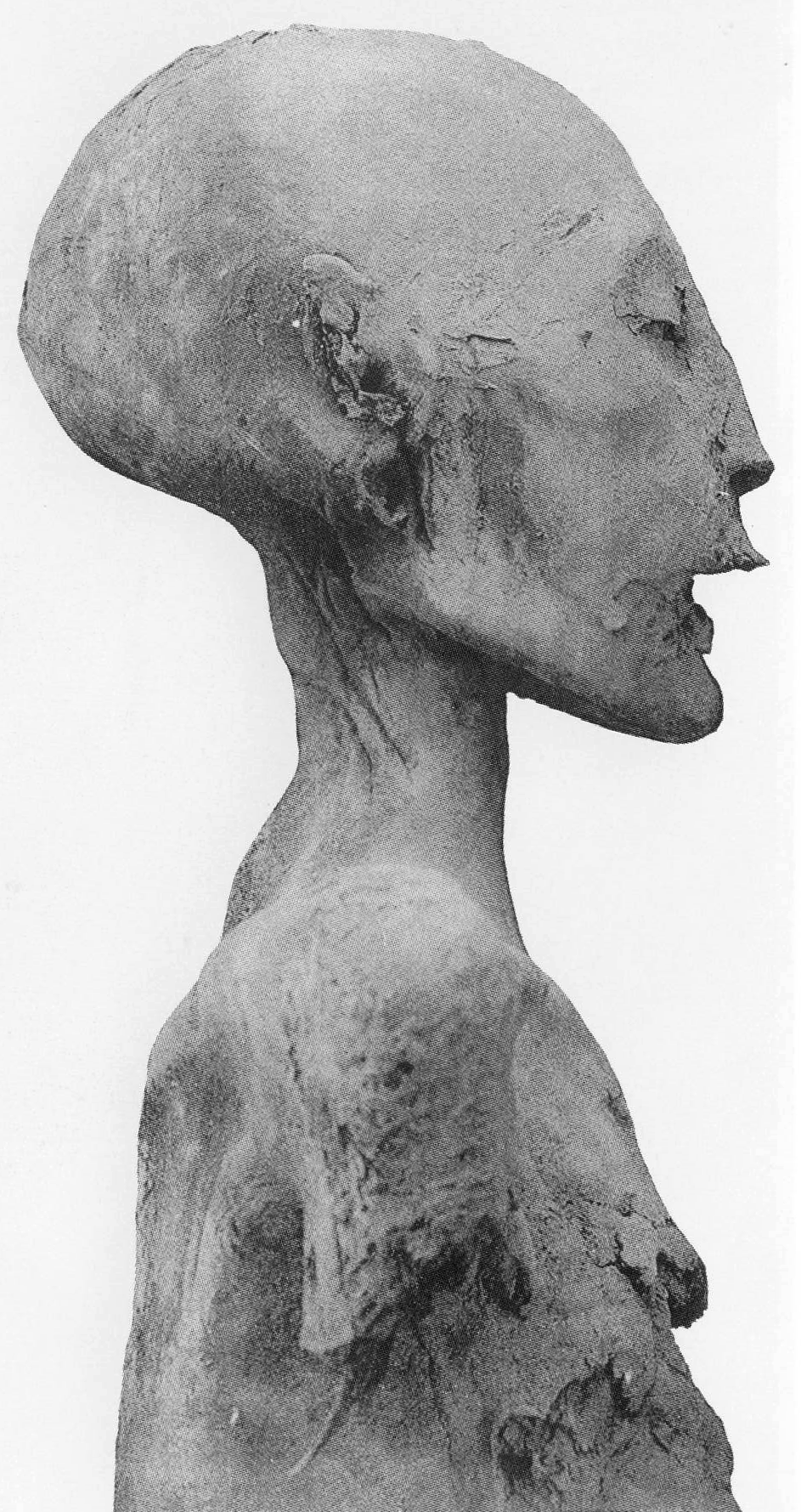
Profilo della Younger Lady. Sono visibili i gravi danni causati alla salma dai razziatori di tombe: il braccio destro mozzato, il torace sfondato (che si aggiungono a quella che è ritenuta la ferita che causò la morte della donna, sulla guancia sinistra). Fotografia di G. Elliot Smith, 1912.

Il 9 giugno 2003, l'archeologa Joann Fletcher dell'Università di York avanzò l'ipotesi che la mummia femminile nota come The Younger Lady potesse essere quella di Nefertiti, essendo anche del parere che Nefertiti e il faraone Smekhara fossero la stessa persona. Alcuni egittologi concordarono con la Dr.ssa Fletcher, anche se una maggioranza di essi si pronunciò contro. La Dr.ssa Fletcher condusse una spedizione finanziata da Discovery Channel per esaminare quella che reputava essere la mummia di Nefertiti. Comunque è doveroso ricordare che la ricercatrice indipendente Marianne Luban, in un articolo del 1999 intitolato "Do We Have the Mummy of Nefertiti?", fu la prima a sospettare che Nefertiti potesse coincidere la Younger Lady.

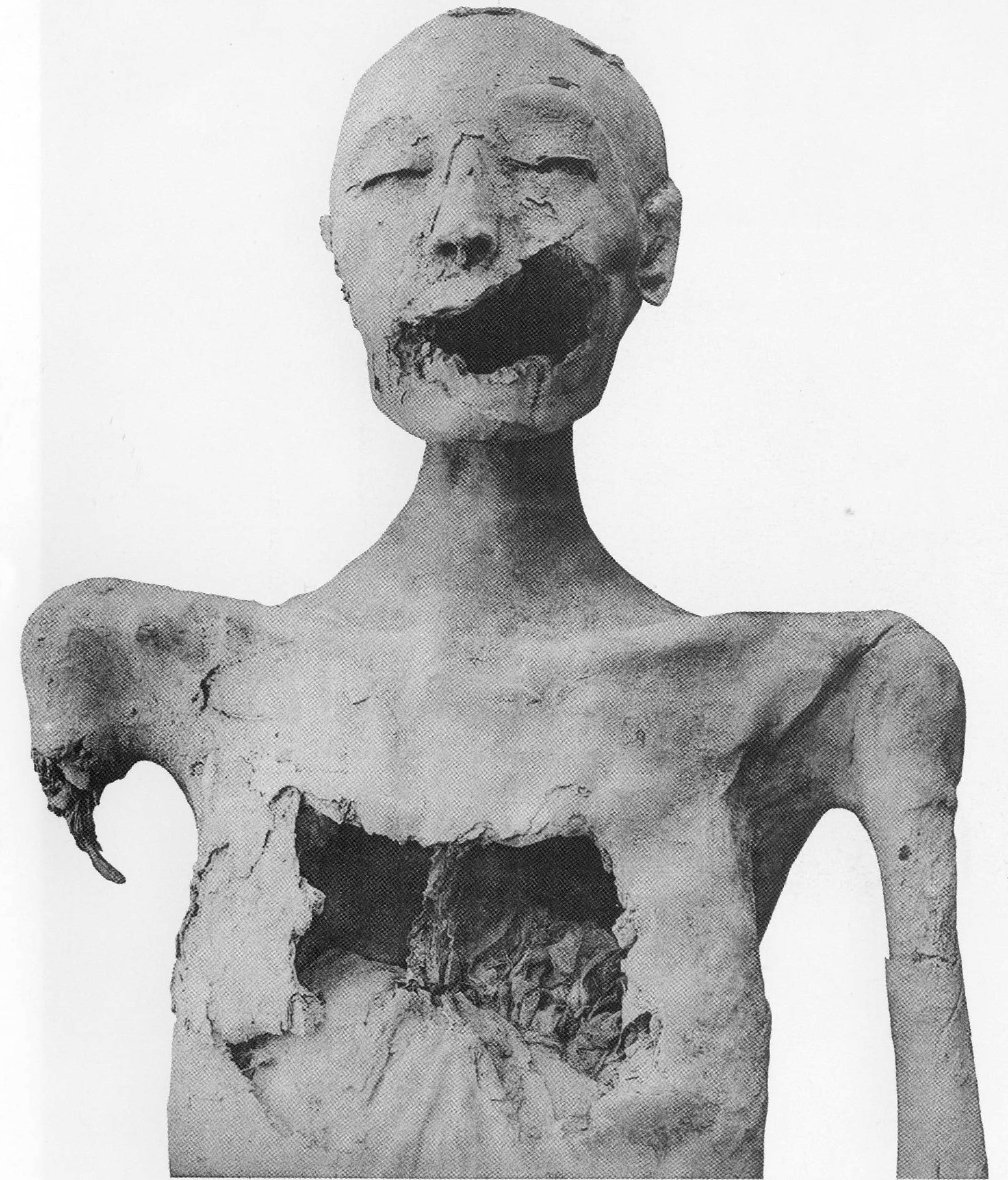
Vista frontale della mummia, con la grande ferita ante-mortem sul volto e il torace fracassato dai razziatori. Fotografia di G. Elliot Smith, 1912.

Il team sostenne che la mummia in questione sarebbe stata danneggiata in epoca antica con il preciso scopo di profanarla e vilipenderla. Le tecniche di mummificazione, con l'uso di particolari liquidi imbalsamatori e la presenza del cervello intatto, indicano che la mummia risalirebbe alla XVIII dinastia egizia. Altri elementi che il team interpretò come indizi furono l'età della donna al momento della morte, il ritrovamento di perline nefer (simili a quelle visibili nel pettorale che la regina indossa nel famoso busto) e di una particolare parrucca dello stile tipico di varie immagini Nefertiti. La Dr.ssa Fletcher e i suoi ricercatori si dissero del parere che il braccio della salma, originariamente piegato sul petto nella posizione tipica del faraoni, sarebbe stato successivamente strappato e sostituito con un altro braccio disteso lungo il corpo.
Parecchi egittologi, fra cui Kent Weeks e Peter Lacovara, hanno accantonato le teorie della Dr.ssa Fletcher come prive di fondamento, dicendo che è impossibile tentare di identificare le antiche mummie egizie con personalità particolari senza servirsi del test del DNA. Siccome i corpi degli ascendenti e dei discendenti di Nefertiti non sono mai stati individuati o riconosciuti, una identificazione conclusiva di Nefertiti appare impossibile. Ogni altra evidenza circostanziale come il tipo di parrucca e la posizione delle braccia non è abbastanza peculiare da distinguere i resti di un singolo, specifico personaggio storico. La causa dei numerosi danni arrecati alla salma può solamente essere ipotizzata, e la supposta vendetta dissacratoria non gode di prove sostanziali. Il braccio ripiegato sul petto, contrariamente a quanto riferito dalla Dr.ssa Fletcher, non era riservato alla ricomposizione delle salme dei solo faraoni. La parrucca nubiana trovata accanto alla Younger Lady non può essere ricondotta ai resti di alcun particolare individuo.
Nel corso di ricerche più recenti, risalenti al 2010, condotte dal Dr. Zahi Hawass, la mummia è stata sottoposta a una tomografia computerizzata e ad analisi del DNA. L’esito del DNA ha accertato uno stato di parentela con la mummia della KV 55, che si pensa possa essere di Akhenaton, la young lady potrebbe essere o una cugina o sua sorella. L'esito ha accertato che sicuramente la donna in questione fu figlia di Amenofi III e della regina Tiy, sorella di Akhenaton e madre di Tutankhamon. Poiché non si conoscono le origini di Nefertiti con certezza è troppo complicato supporre che questa sia davvero la sua mummia..

## Le Lettere hittite

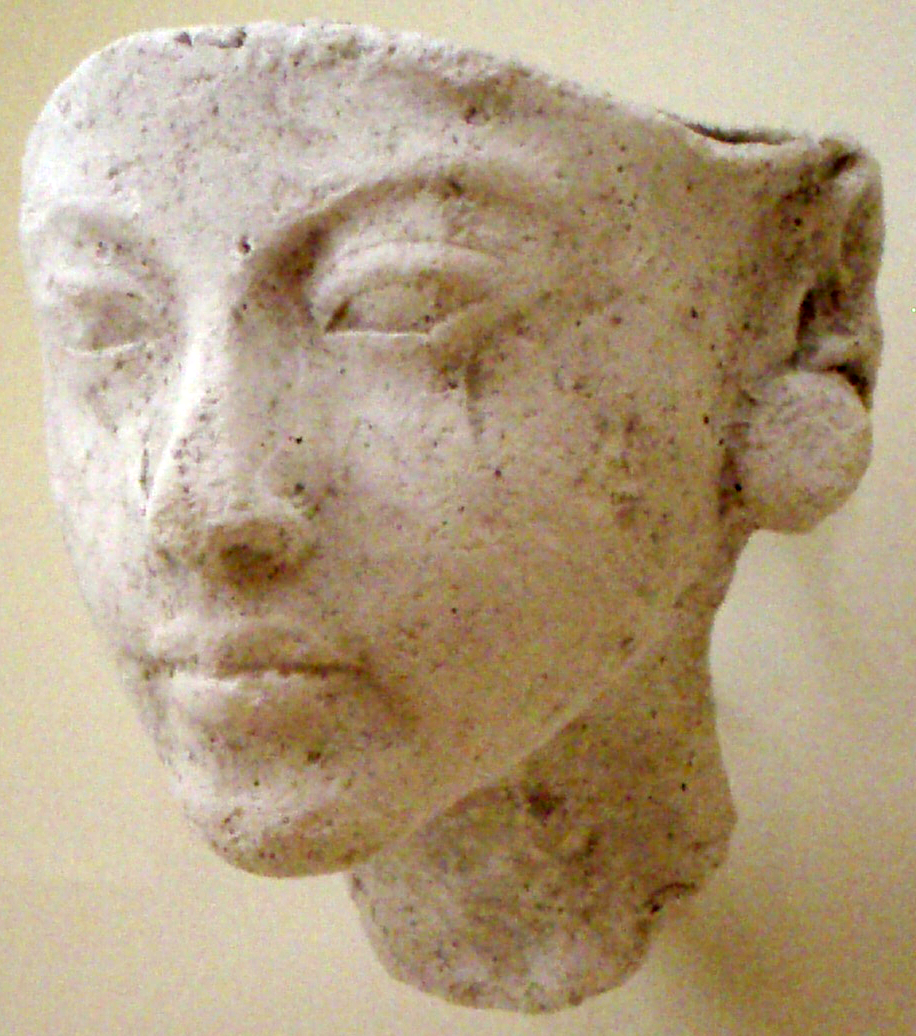
Studio per un ritratto di Nefertiti, rinvenuto nella bottega dello scultore Thutmose. Ägyptisches Museum und Papyrussammlung, Neues Museum, Berlino.

Nella antica capitale hittita, Ḫattuša, fu scoperto un documento risalente al periodo amarniano: le cosiddette Gesta di Šuppiluliuma I narrate dal figlio Mursili (Annali di Muršili II, tav. VII - KB02003), dove si attesta che il sovrano hittita, mentre si trovava a Karkemiš, fu il destinatario di una lettera da parte della regina d'Egitto, che diceva:
Questa lettera è ritenuta un documento straordinario, in quanto gli egizi consideravano tradizionalmente inferiori gli stranieri. Le Gesta proseguono narrando che, sorpreso, esclamò ai suoi cortigiani:
Per una ovvia diffidenza, trattandosi di un Paese comunque nemico, Šuppiluliuma inviò in Egitto, prima di prendere una decisione, un proprio ambasciatore, Ḫattuša Zitiš, guadagnando tempo ma perdendo anche l'occasione di inglobare l'Egitto nel suo impero. A seguito di tale missione la regina vedova confermò la richiesta:
Il prescelto fu il principe Zannanza che, però, non giunse mai a destinazione, venendo, molto probabilmente, assassinato durante il viaggio.

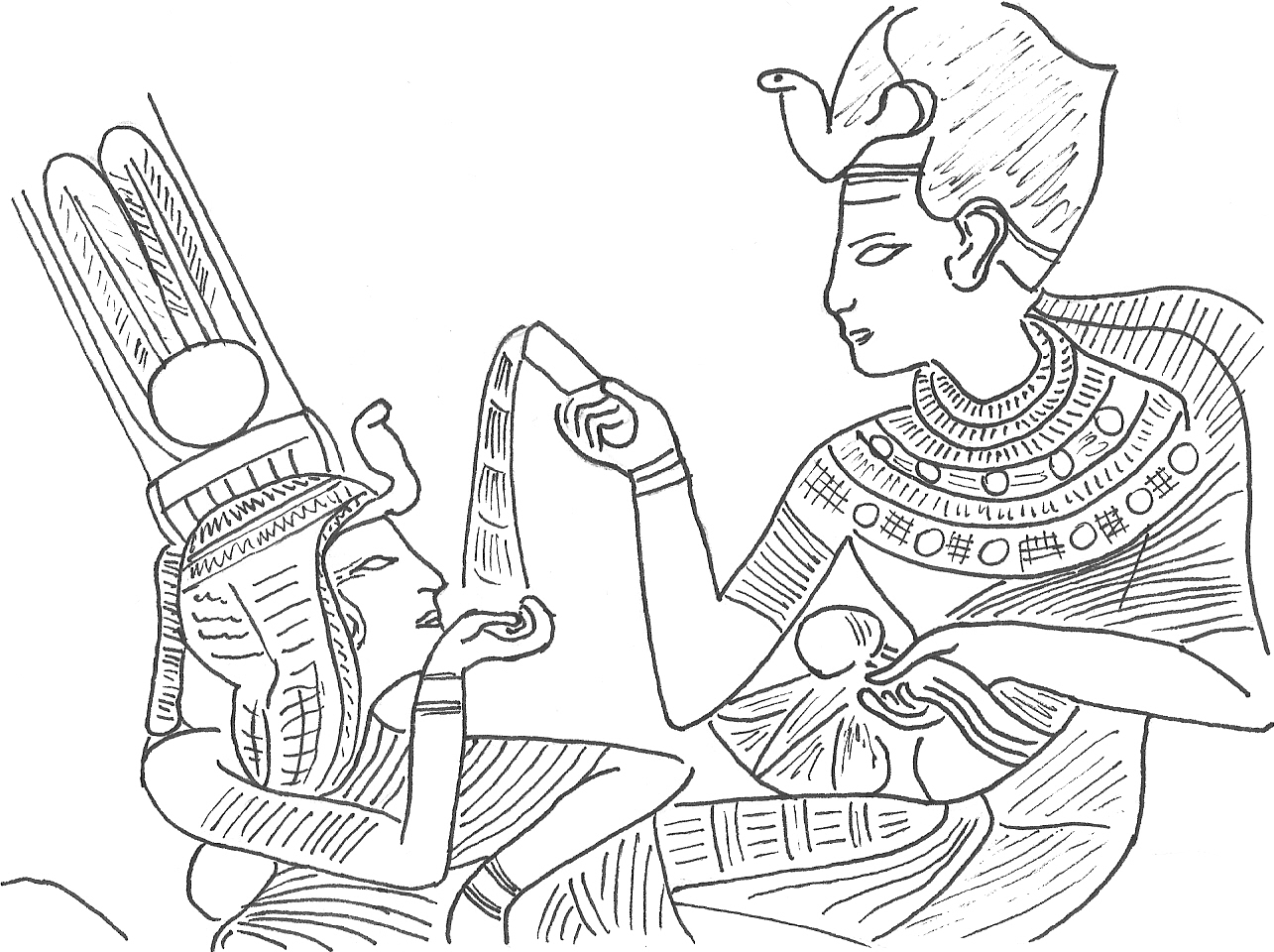
Copia di una scena d'intimità familiare fra Tutankhamon e Ankhesenamon, sul tabernacolo dorato contenente i sarcofagi di Tutankhamon.

### Identità della regina mittente delle Lettere ittite
L'identità della regina che scrisse queste lettere è incerta. Negli annali ittiti è chiamata Dakhamunzu, probabilmente la lettura ittita del titolo egizio Tehemetnesu ("Sposa del re"). Oltre alla candidata tradizionale Ankhesenamon, sono state proposte come possibili autrici anche Nefertiti e Merytaton. Ankhesenamon parve la più probabile siccome, alla morte di Tutankhamon, non era in vita nessun erede legittimo della famiglia reale egizia, mentre Akhenaton aveva almeno due eredi legittimi (Smenkhara e Tutankhamon), sebbene non figli di Nefertiti. Questa considerazione era però basata sulla durata tradizionale del regno di Horemheb, successore di Ay, che i documenti egizi vogliono sia durato 27 anni, mentre è stato accertato che non durò più di 14 (finse infatti di essere diventato re prima dell'eresia amarniana, nel tentativo di far dimenticare Akhenaton e i suoi immediati successori). In questo modo, sembra probabile che il faraone defunto in questione possa essere Akhenaton. La frase "Non mi piegherò mai a sposare uno dei miei servi" potrebbe riferirsi al visir Ay, ma anche a un esponente di una linea secondaria della dinastia; la traduzione alternativa del termine "servi" può facilmente essere "sudditi". Siccome Nefertiti viene raffigurata e descritta, sui monumenti, potente esattamente quanto il marito, anche nell'abbattere i nemici del Paese, potrebbe essere proprio lei la Dakhamunzu della corrispondenza amarniana; questa tesi è sostenuta dall'egittologo Nicholas Reeves. Ankhesenamon, d'altro canto, potrebbe esser stata oggetto di pressioni da parte di Ay a sposarlo per legittimare la propria ascesa al trono d'Egitto: ciò potrebbe anche spiegare l'espressione "ho paura", anche considerando la teoria popolare, ma rigettata dall'archeologia, che vede un intrigo ordito da Ay come causa della morte prematura di Tutankhamon.

## Il busto di Nefertiti
Il busto di Nefertiti, che la rappresenta di una bellezza straordinaria, è esposto all'Ägyptisches Museum und Papyrussammlung, nel Neues Museum di Berlino. Il busto si trova in Germania dal 1912, quando il responsabile dello scavo di Amarna, l'archeologo tedesco Ludwig Borchardt ve lo portò.

## Nefertiti nella cultura di massa
- Il film italiano Nefertite, regina del Nilo (1961) di Fernando Cerchio ha per protagonista – interpretata da Jeanne Crain – la regina Nefertiti, obbligata a un matrimonio di convenienza con il faraone Amenophis IV ma innamorata dello scultore Tumos. Dal film fu anche tratto, come consuetudine dell'epoca, un fotoromanzo.[74]
- Con agganci più precisi alla realtà storica, Nefertiti e il suo celebre busto sono tra i protagonisti del romanzo Unter den Linden di Enrico Giacovelli, ambientato tra l'antico Egitto e la moderna Berlino dove il busto è conservato.[75][76]
- La regina Nefertiti è la protagonista femminile del dramma storico di Agatha Christie Akhnaton (1937), iniziato nel 1937, al tempo di Poirot sul Nilo, ma completato soltanto nel 1972 e mai rappresentato integralmente anche per via della sua lunghezza.[77]
- Nel 1983 il compositore statunitense Philip Glass ha dedicato a Nefertiti e Akhenaton l'opera lirica Akhnaten, cantata in lingua egiziana antica e andata in scena in prima mondiale alla Staatsoper di Stoccarda il 24 marzo 1984.
- Nefertiti è stata impersonata anche da Geraldine Chaplin nel mediometraggio televisivo messicano Nefertiti y Aquenatos (1973) di Raul Araiza e da Michela Rocco di Torrepadula nel lungometraggio italo-franco-russo Nefertiti, figlia del sole (1994) di Guy Gilles.

## Galleria d'immagini

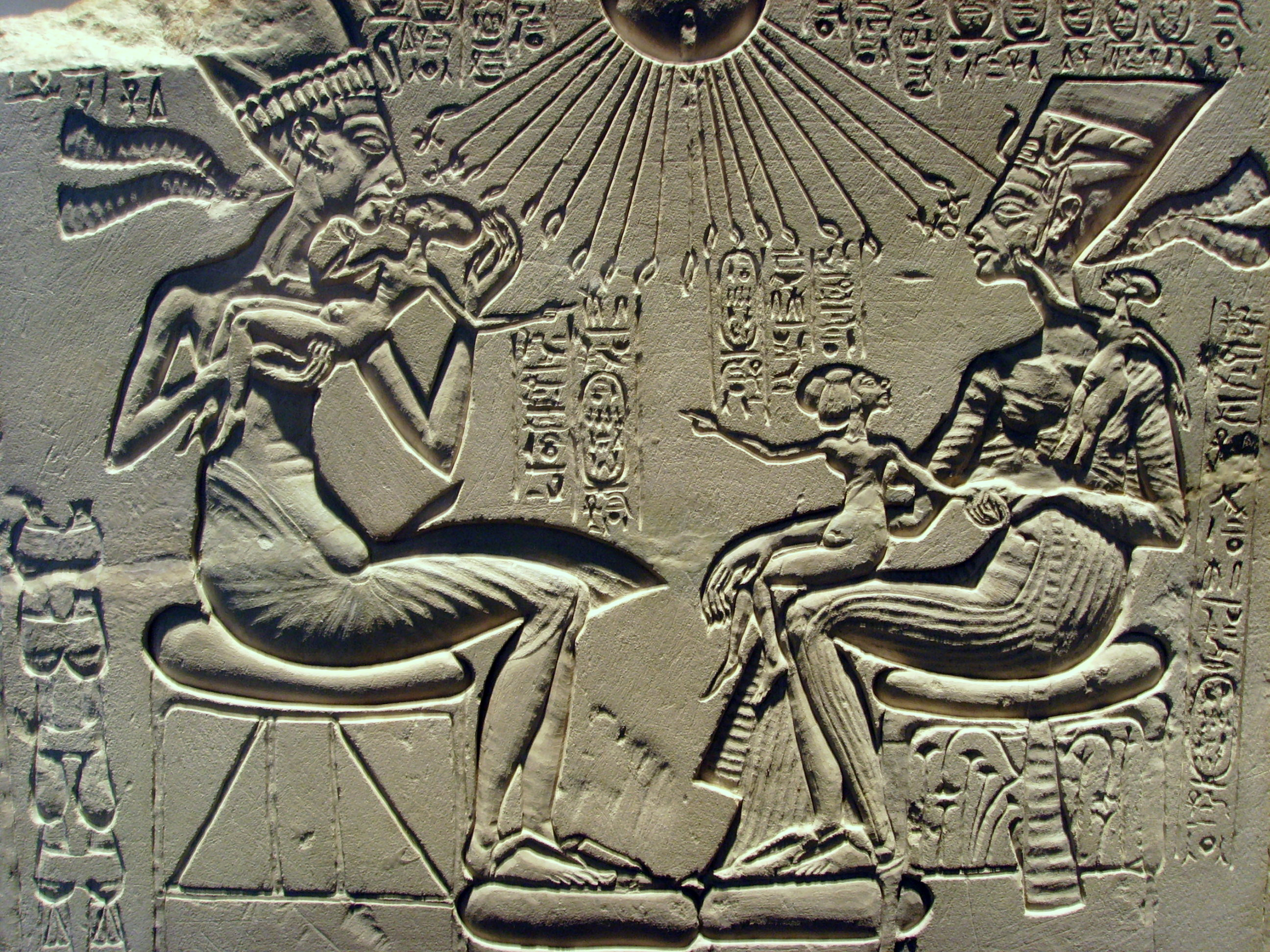
Rilievo della famiglia reale in atteggiamenti affettuosi. Ägyptisches Museum und Papyrussammlung, Neues Museum, Berlino.
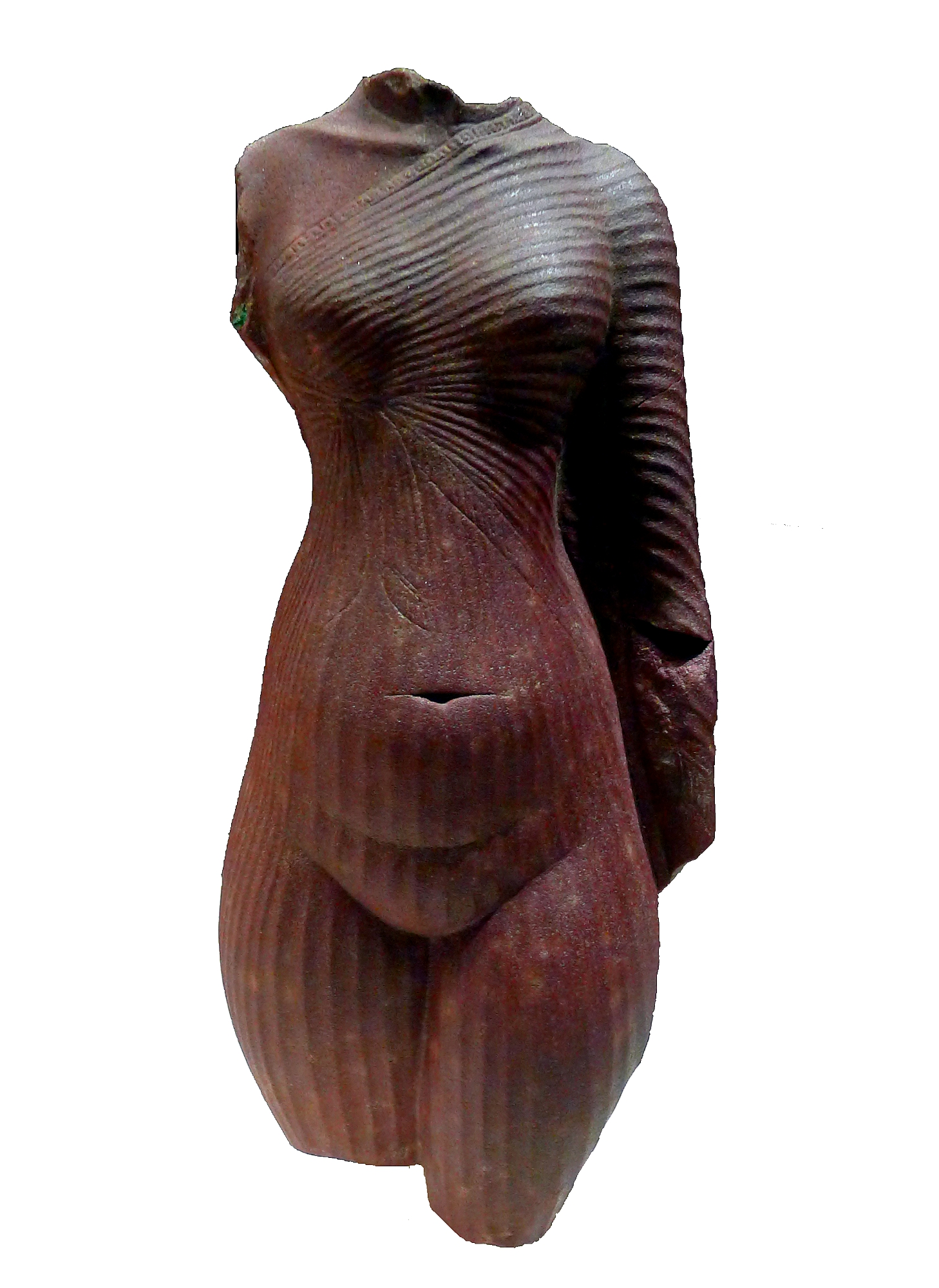
Corpo di una donna regale di Akhetaton, probabilmente Nefertiti. Museo del Louvre, Parigi.
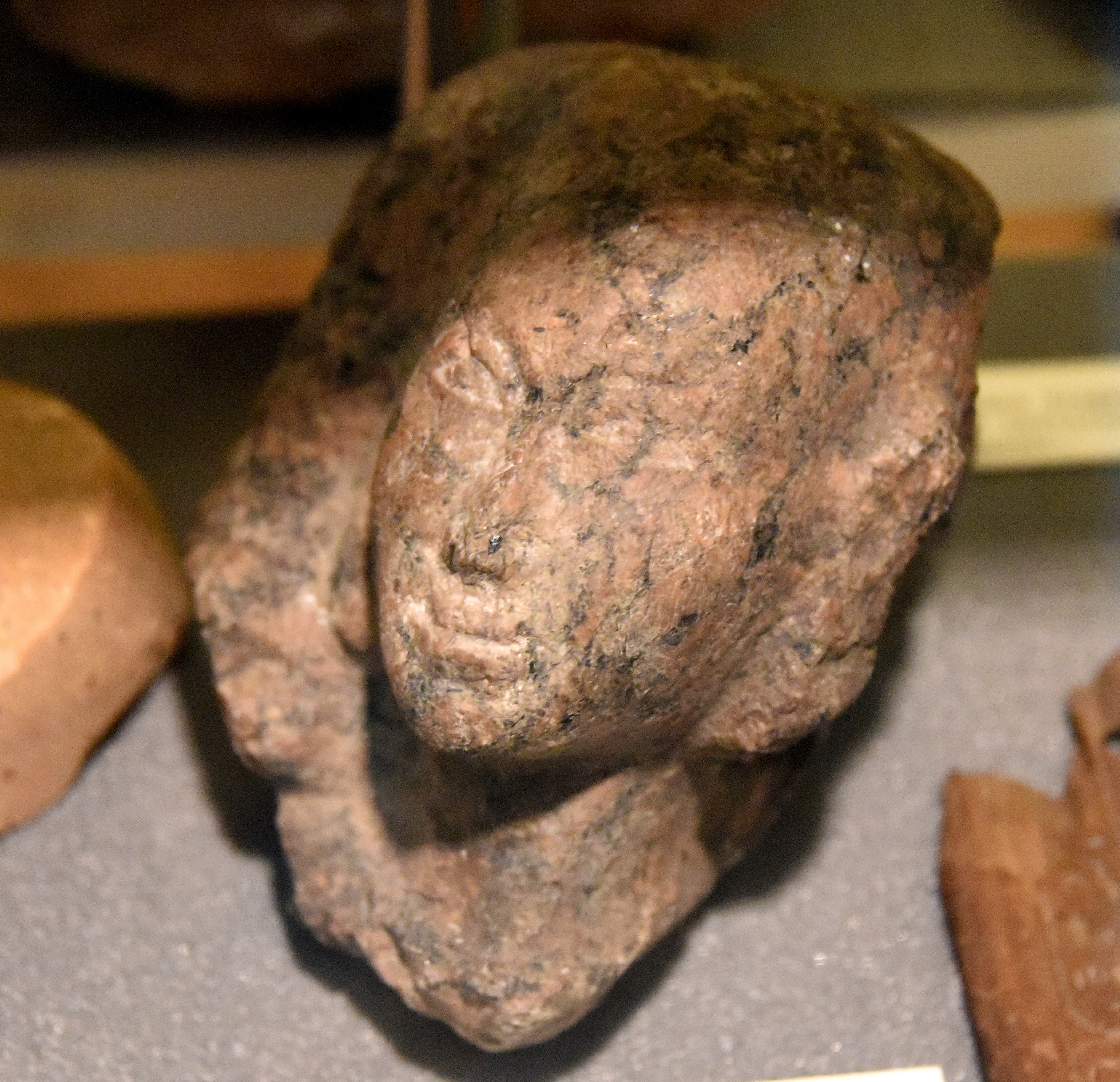
Testa in granito rosso di una regina o amarniana, probabilmente Nefertiti. Petrie Museum, Londra.
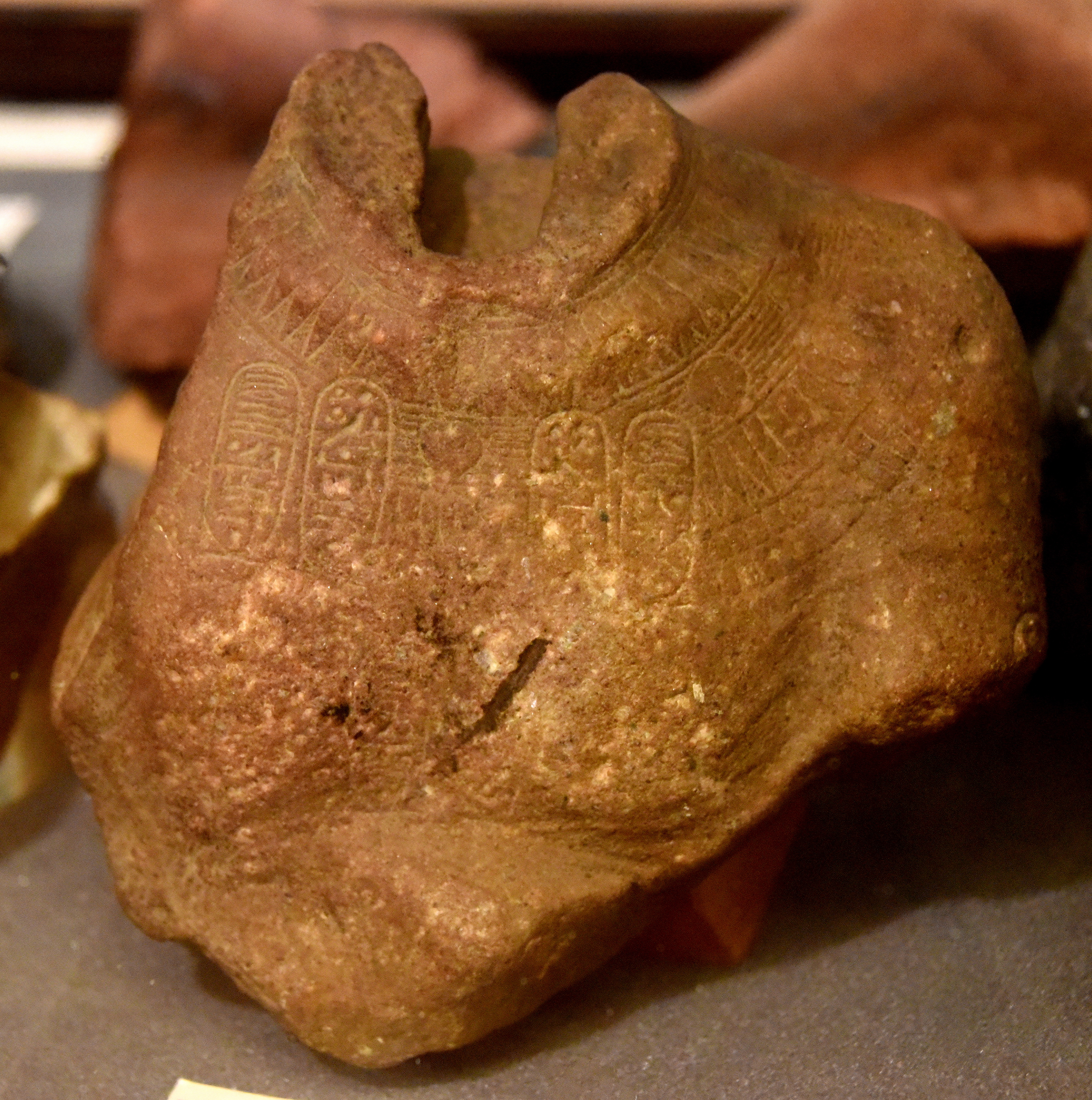
Busto, mancante della testa, di Akhenaton o Nefertiti, in quarzite. Il danno è intenzionale. Petrie Museum, Londra.
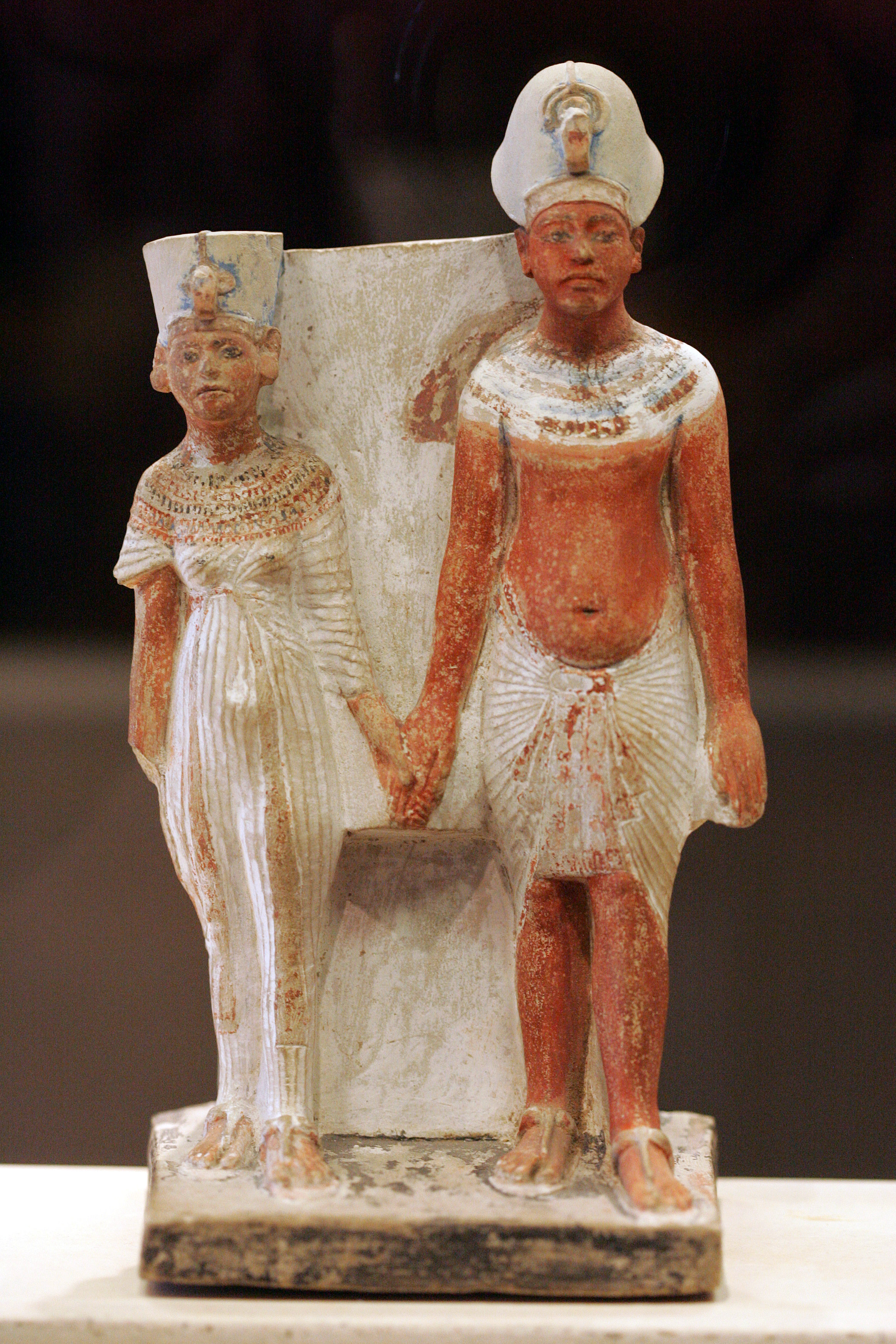
Statuetta dipinta di Akhenaton e Nefertiti. Museo del Louvre, Parigi.
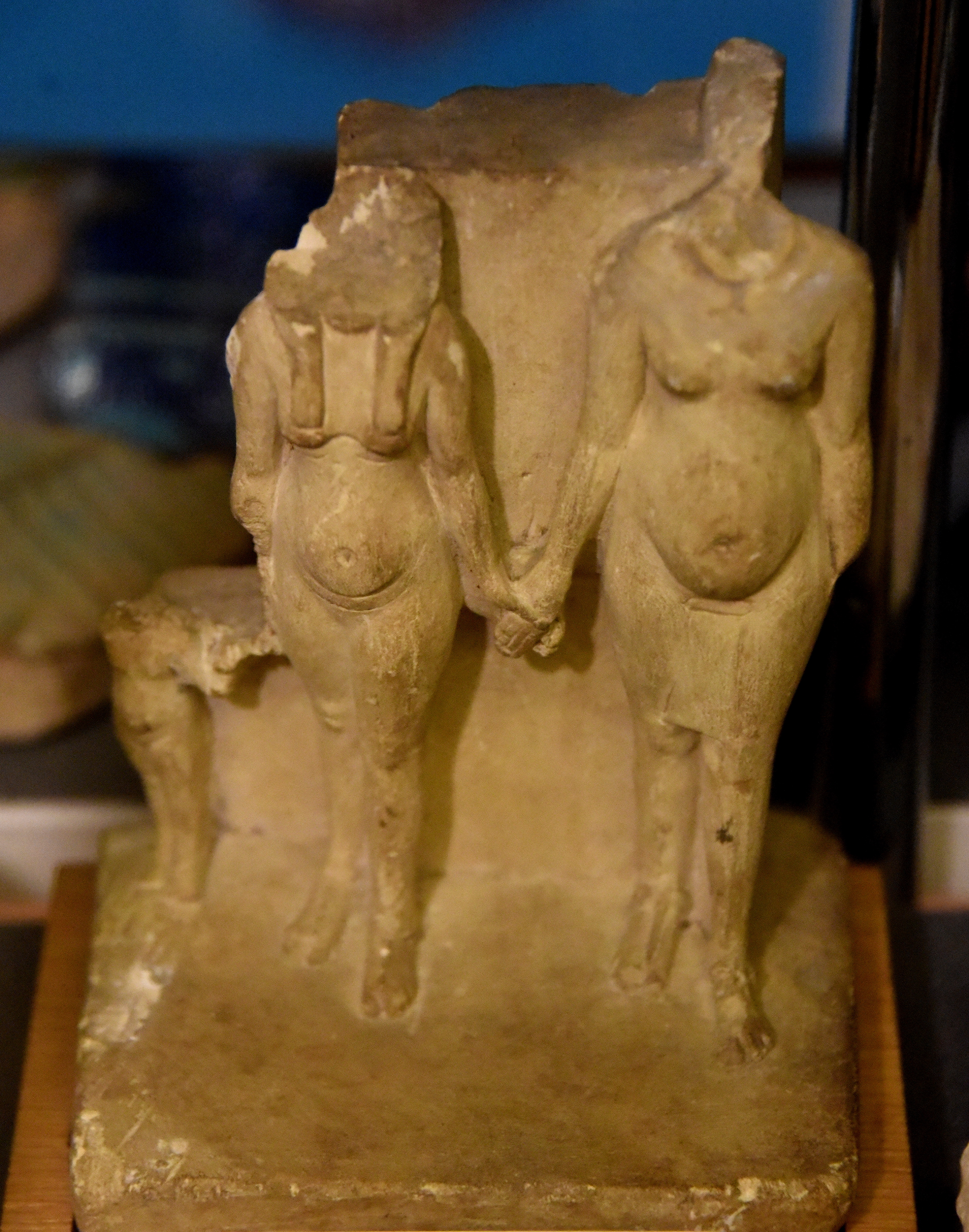
Statuetta calcarea di Akhenaton, Nefertiti e una principessa. Petrie Museum, Londra.
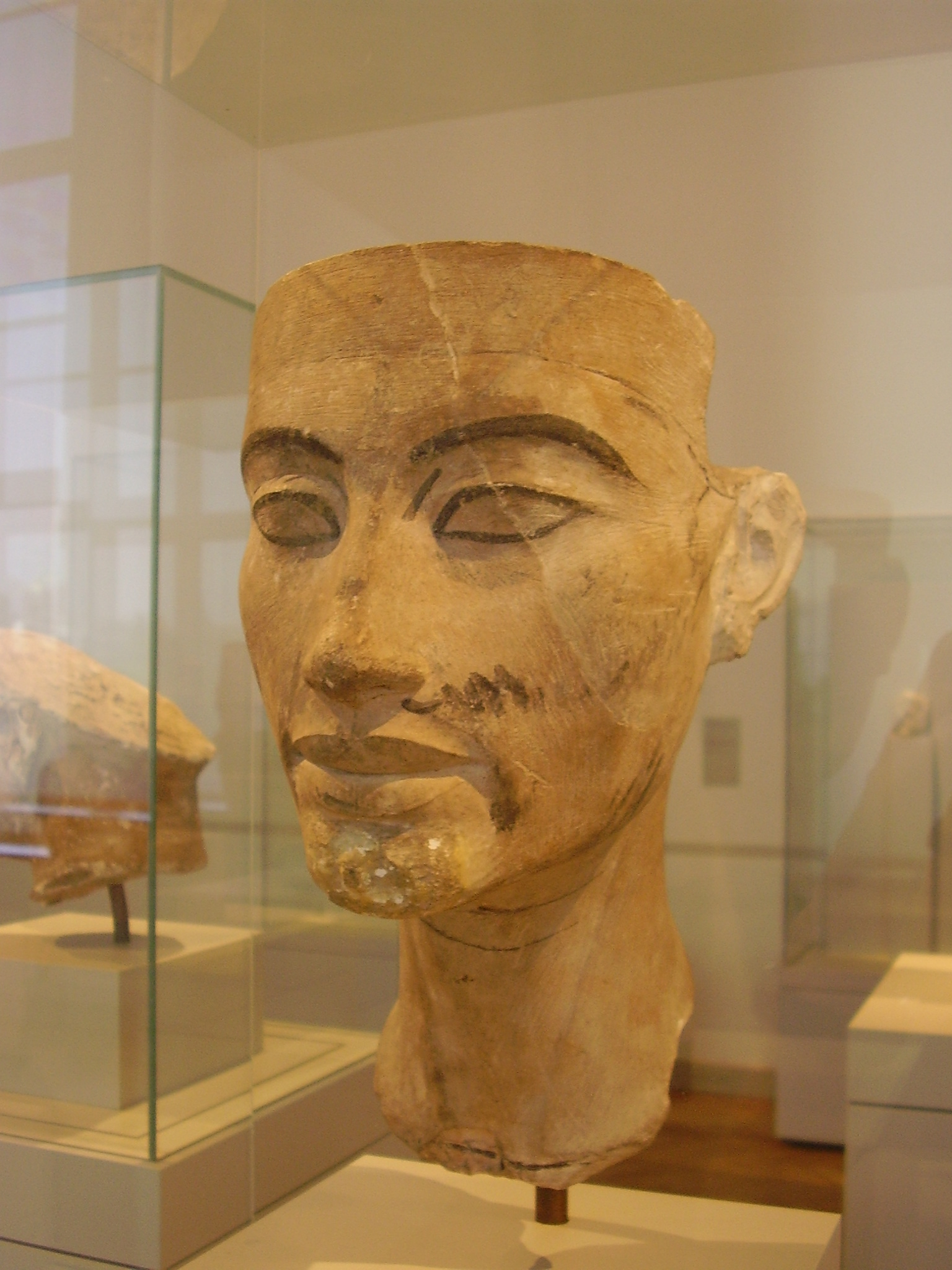
Testa di Nefertiti. Ägyptisches Museum und Papyrussammlung, Neues Museum, Berlino.
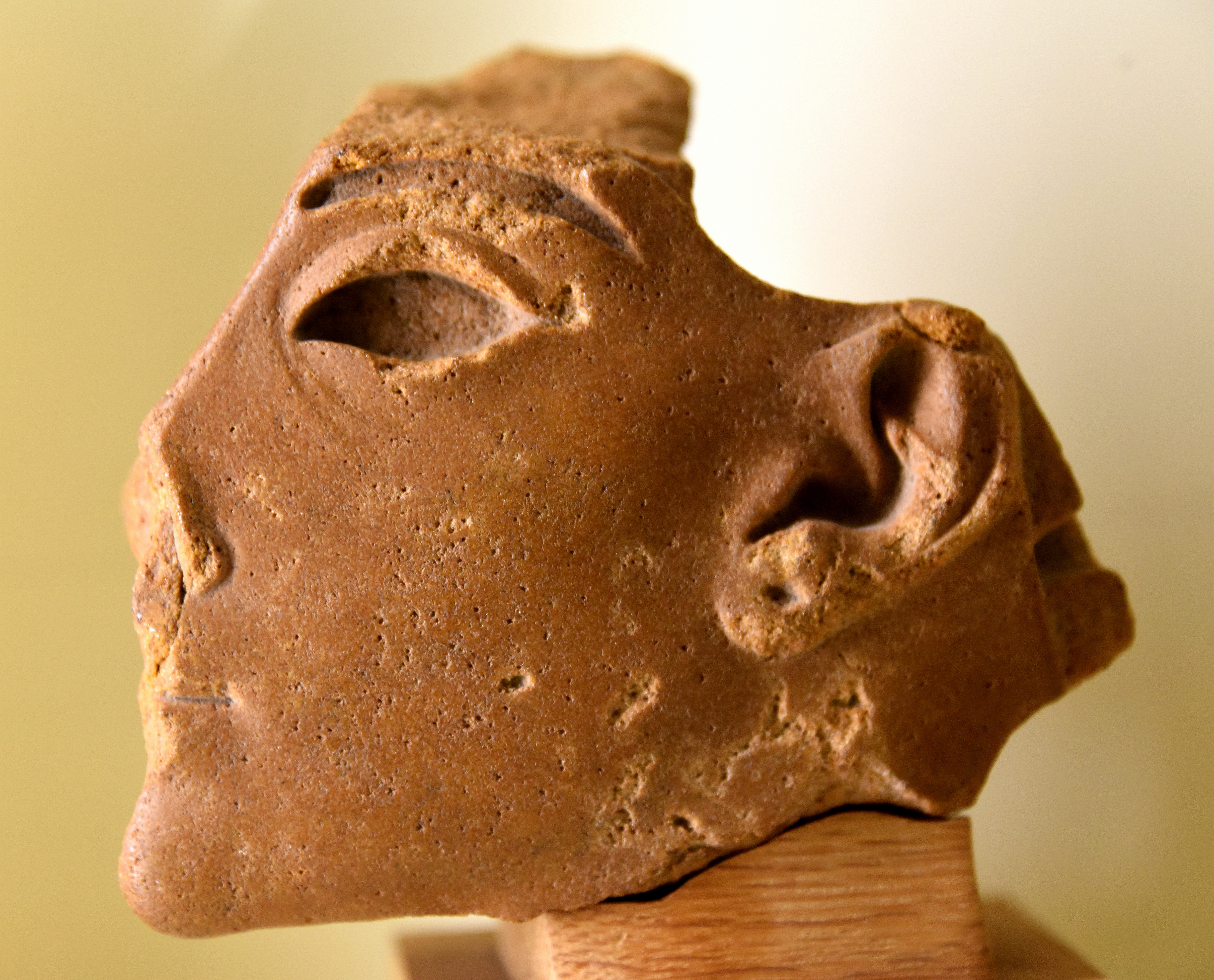
Testa di Akhenaton o Nefertiti, in quarzite. Petrie Museum, Londra.
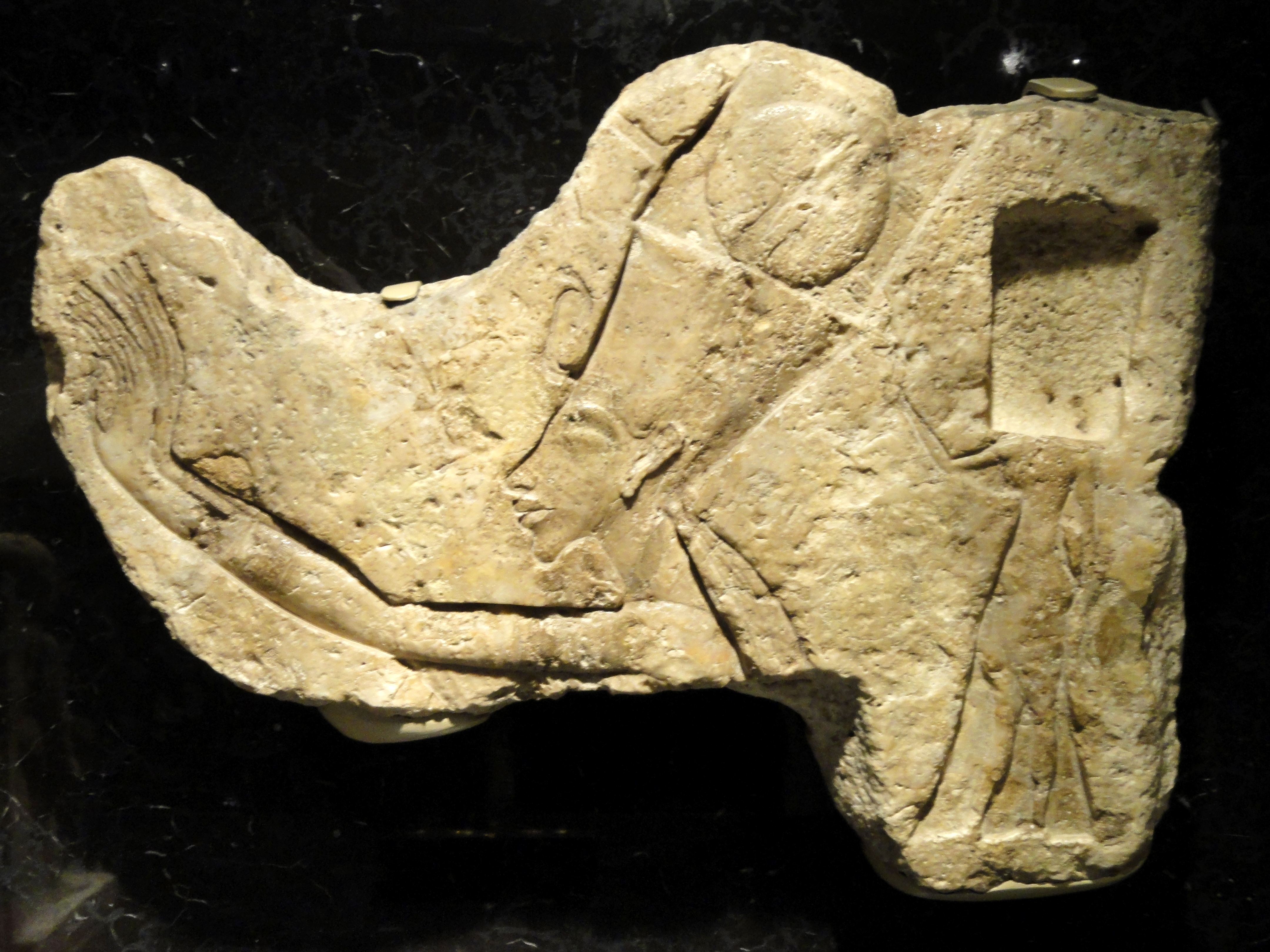
Rilievo di Nefertiti e Maketaton intente a venerare l'Aton. Nelson-Atkins Museum of Art, Kansas City, Missouri.
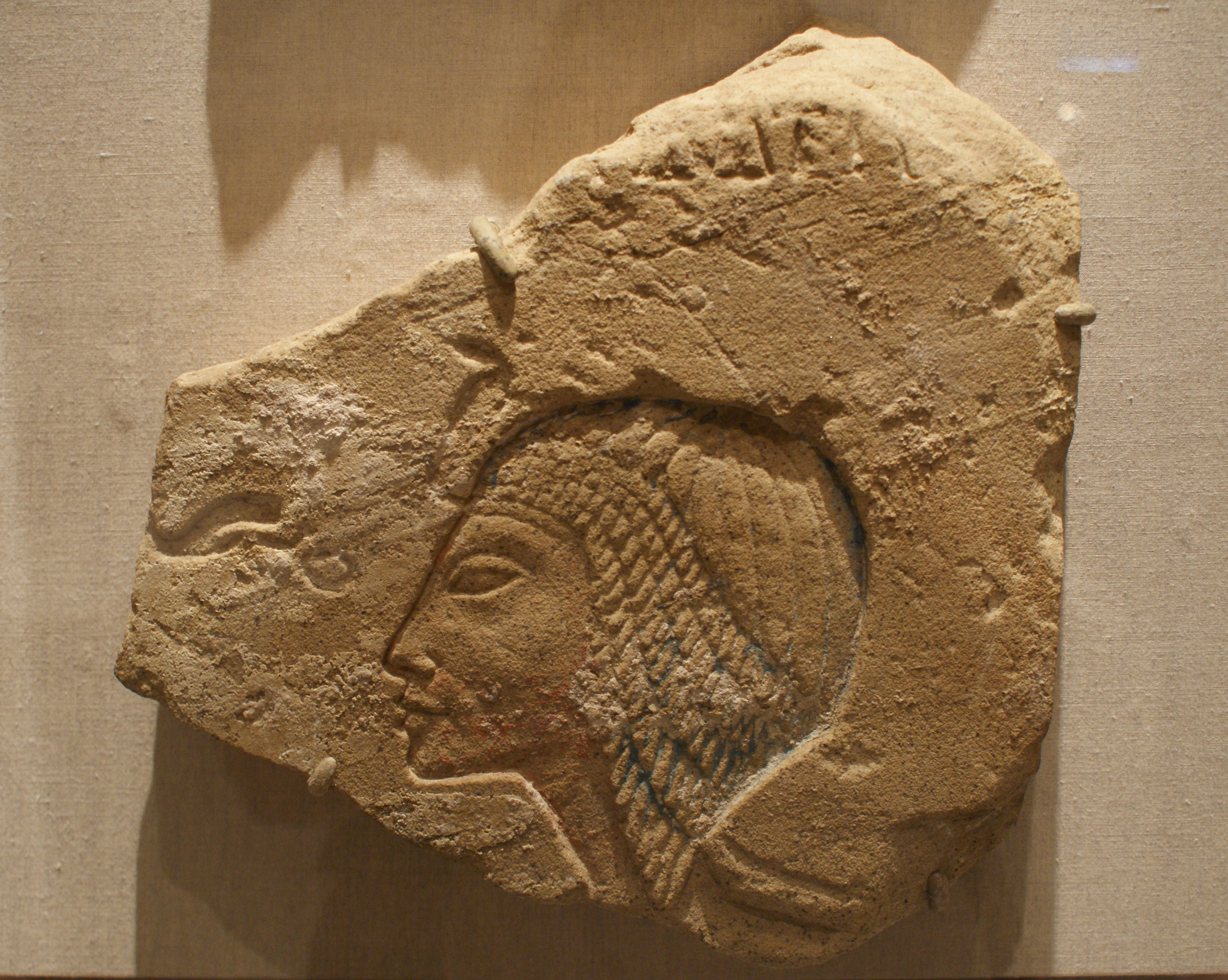
Rilievo di Nefertiti con una parrucca nubiana. Brooklyn Museum, New York.
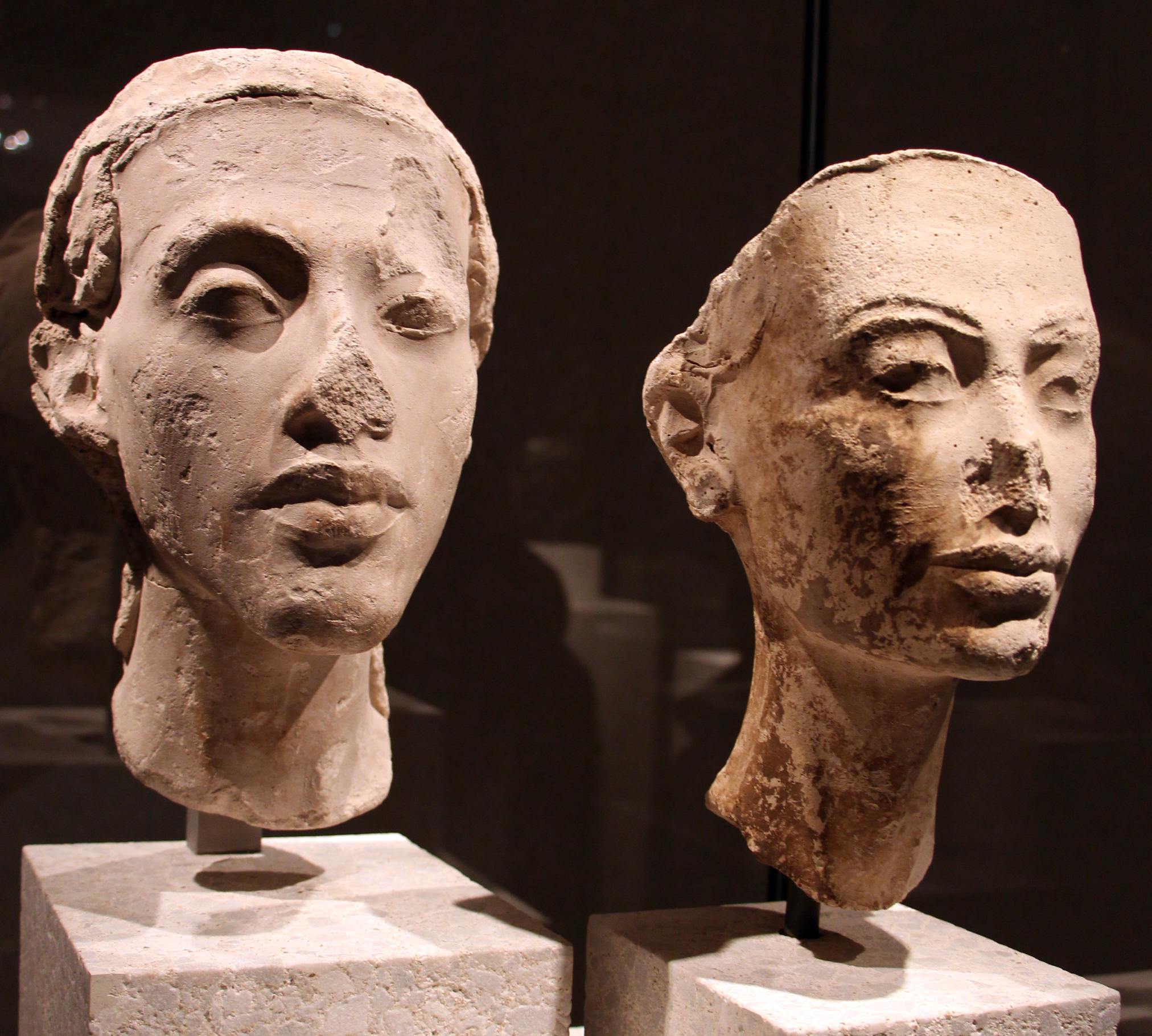
Teste di Akhenaton e Nefertiti (a destra). Ägyptisches Museum und Papyrussammlung, Neues Museum, Berlino.
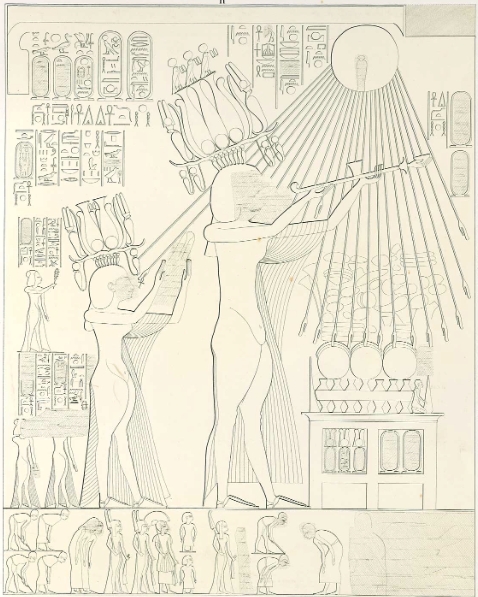
Riproduzione di un rilievo nella tomba di Panehesi raffigurante Akhenaton e Nefertiti, alle sue spalle, mentre adorano l'Aton.
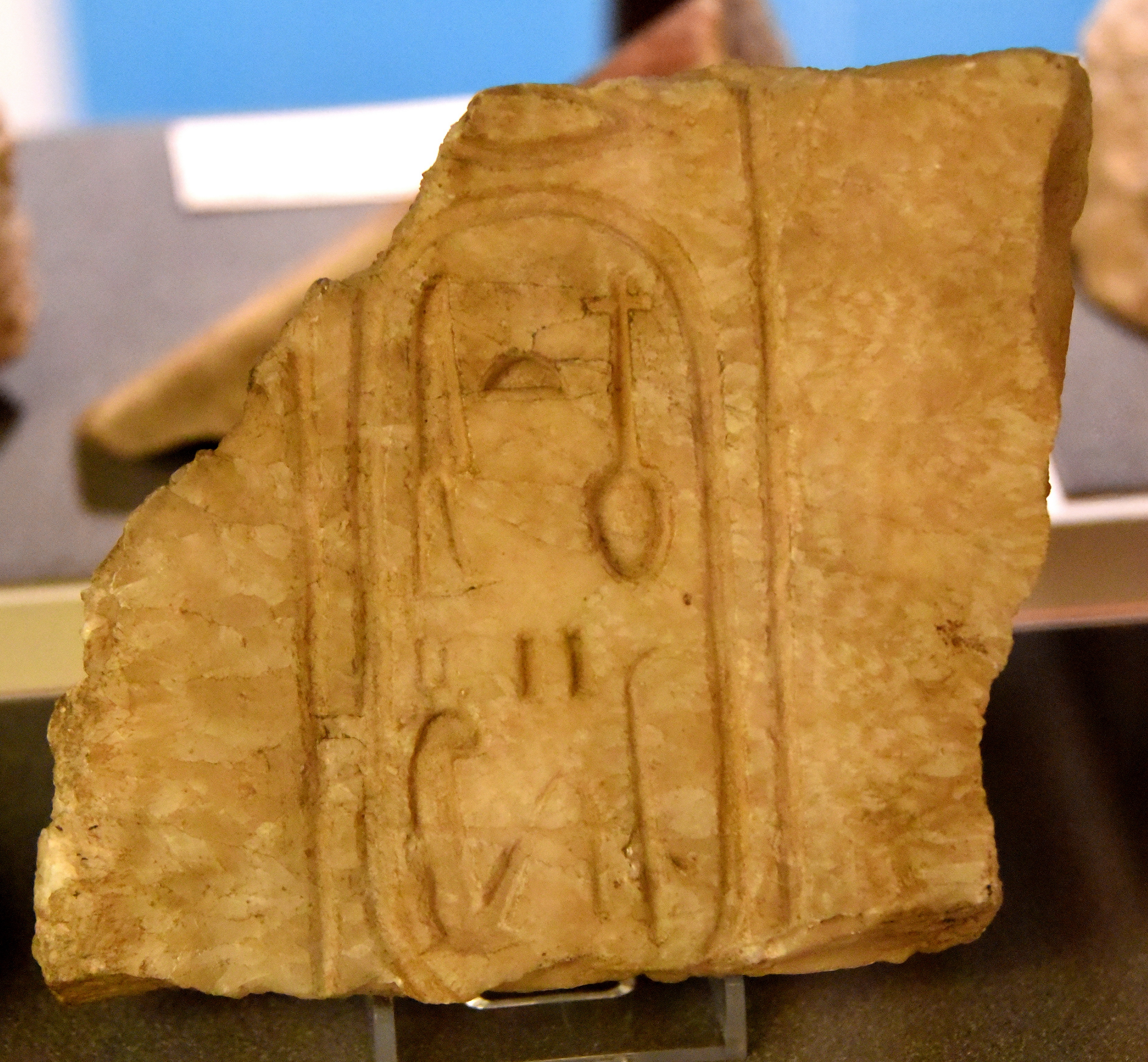
Frammento di calcare con il nome di Nefertiti eccezionalmente all'interno di un cartiglio. Petrie Museum, Londra.
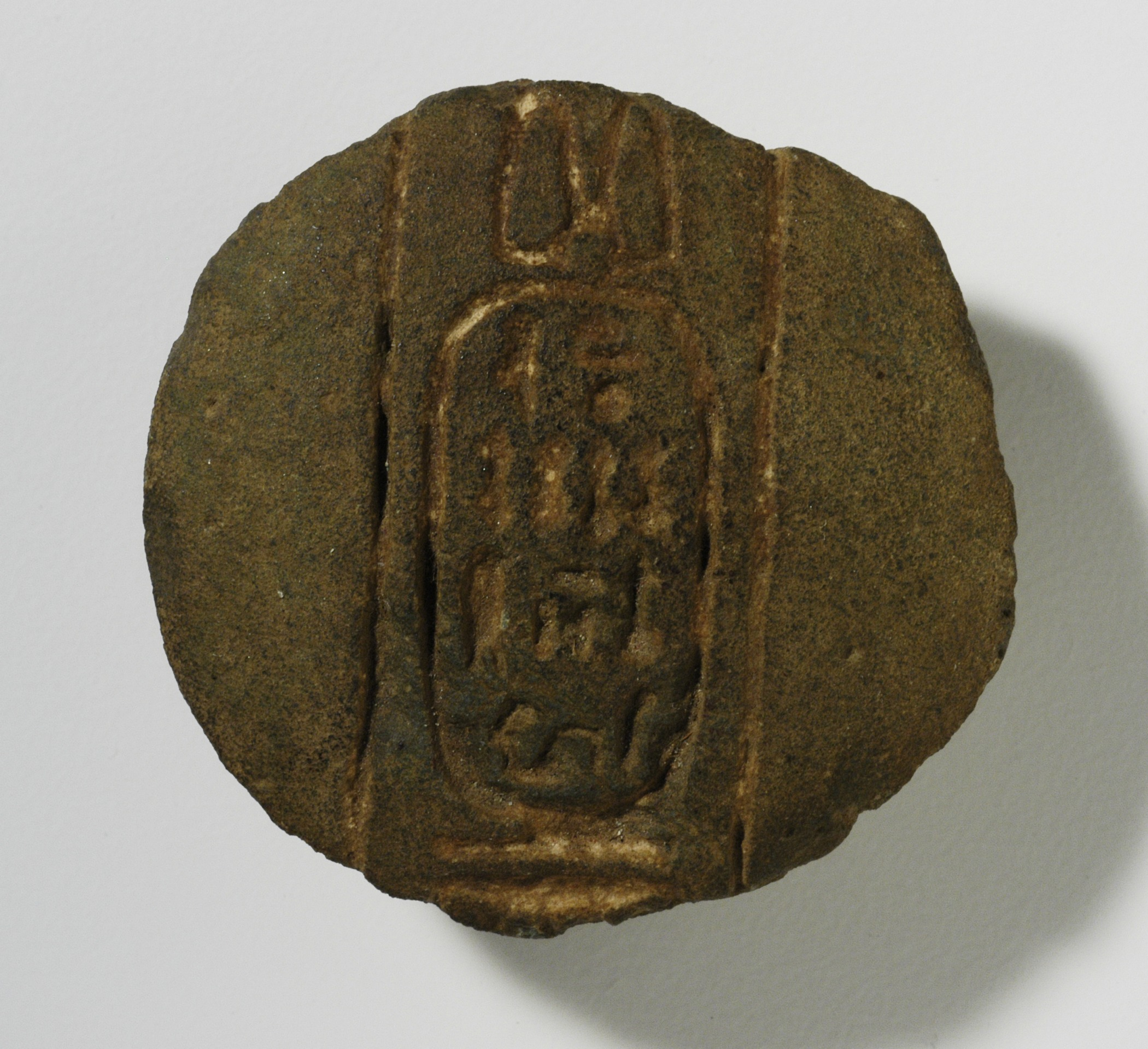
Pomello con il cartiglio di Nefertiti. Los Angeles County Museum of Art, Los Angeles.